# Liste des séries parues dans le Nakayoshi
Cette page annexe liste l'ensemble des séries de manga étant ou ayant été prépubliées dans le magazine hebdomadaire Nakayoshi de l'éditeur Kōdansha.

## Mode d'emploi et cadre de recherche
- Le tableau est triable.
  - Le tableau est, par défaut, affiché dans l'ordre d'apparition. Les 1re et 5e colonnes (« No  » et « Première publication ») trient dans le même ordre.
  - Les séries en cours apparaissent en fin de tableau si le tri est effectué selon la 6e colonne. Elles sont triées entre elles par ordre de première publication.
  - Des clés de tri en hiragana sont utilisées pour la 2de colonne.
  - Les 7e et 8e colonnes disposent d'un système de clés de tri afin de ne pas avoir de diacritique.
- Les 5e et 6e colonnes sont sous la forme « aaaa.nn » où « aaaa » désigne l'année et « nn » le numéro de la publication à prendre en compte.
  - S'il s'agit d'un numéro double, il apparait sous la forme « aaaa.nn/NN » où NN désigne le second numéro.
  - Une balise d'appel de références est automatiquement créée pour chaque année utilisée dans le tableau, il est toutefois nécessaire de créer la référence correspondante en fin de page.
- Deux couleurs sont utilisées dans le tableau pour signaler les manga en cours de publication lors de la dernière mise à jour :

|  | Manga en cours de publication le 19 février 2022 ; |

|  | Manga transféré dans un autre magazine et encore en cours de publication le 19 février 2022. |

- La 4e colonne (« Titre français ») n'est remplie que s'il existe un titre officiel en français choisi par un éditeur francophone.
- Les liens vers les articles en français se font dans la 4e colonne si elle est remplie, dans la 3e sinon.
- Les liens vers les articles en japonais n'existent que si l'article existe.
- Chaque année, groupe de hiragana ou lettre dispose d'une ancre. Après avoir trié selon ses désirs le tableau, il est possible de faire une recherche grâce au cadre ci-dessous.

| Type                    | Type                    | Liens | Pour les colonnes                                                                           |
| ----------------------- | ----------------------- | --- | ------------------------------------------------------------------------------------------- |
| Par ordre chronologique | Par ordre chronologique | - 1955 - 1956 - 1957 - 1958 - 1959 1960 - 1961 - 1962 - 1963 - 1964 - 1965 - 1966 - 1967 - 1968 - 1969 1970 - 1971 - 1972 - 1973 - 1974 - 1975 - 1976 - 1977 - 1978 - 1979 1980 - 1981 - 1982 - 1983 - 1984 - 1985 - 1986 - 1987 - 1988 - 1989 1990 - 1991 - 1992 - 1993 - 1994 - 1995 - 1996 - 1997 - 1998 - 1999 2000 - 2001 - 2002 - 2003 - 2004 - 2005 - 2006 - 2007 - 2008 - 2009 2010 - 2011 - 2012 - 2013 - 2014 - 2015 - 2016 - 2017 - 2018 - 2019 2020 - 2021 - 2022 | No , Première publication, Dernière publication                                             |
| Par ordre chronologique | Par ordre chronologique | En cours | Dernière publication                                                                        |
| Titre                   | Par ordre numérique     | 0 à 9 | Titre japonais, Transcription, Traduction, Titre français, Auteur (dessinateur), Scénariste |
| Titre                   | Par ordre syllabaire    | - あ - か - さ - た - な - は - ま - や - ら - わ - ん | Titre japonais                                                                              |
| Titre                   | Par ordre alphabétique  | - A - B - C - D - E - F - G - H - I - J - K - L - M N - O - P - Q - R - S - T - U - V - W - X - Y - Z | Transcription, Traduction, Titre français, Auteur (dessinateur), Scénariste                 |

## Liste
Liste des séries ayant été pré-publiées dans le magazine Nakayoshi.
Les dates des séries n'ayant pas de numéro d'issue sont approximatives et basées sur les dates de parution des volumes. Les dates des séries postérieures à 2008 sont issues du site de la Kōdansha
| No    | Titre japonais                                                               | Transcription                                                                                              | Titre français                             | Première publication | Dernière publication | Auteur (Dessinateur)          | Scénariste                       |
| ----- | ---------------------------------------------------------------------------- | --- | ------------------------------------------ | -------------------- | -------------------- | ----------------------------- | -------------------------------- |
| 000 c | んんん                                                                       | zzzzz | 1955                                       | 1955.00              | 1955.00              | zzzzz                         | zzzzz                            |
| 001   | アンナのみたこと                                                             | Anna no mita koto                                                                                          | —                                          | 1955.01              | 1955.07              | Unchino Sumiyo                | —                                |
| 002   | ボクちゃん探偵長                                                             | Boku-chan tantei-chō                                                                                       | —                                          | 1955.01              | 1955.12              | Akikaze Odondera              | —                                |
| 003   | ピヨちゃん行進曲                                                             | Piyo-chan kōshinkyoku                                                                                      | —                                          | 1955.01              | 1955.12              | Tsunayoshi Takeuchi           | —                                |
| 004   | たいこちゃん                                                                 | Taiko-chan                                                                                                 | —                                          | 1955.01              | 1955.12              | Riichi Hayami                 | —                                |
| 005   | 紅姫さま                                                                     | Kōki-sama                                                                                                  | —                                          | 1955.01              | 1955.12              | Ryūsen Yamauchi               | —                                |
| 006   | とんから谷物語                                                               | Tonkara tani monogatari                                                                                    | —                                          | 1955.01              | 1956.03              | Osamu Tezuka                  | —                                |
| 007   | 白雪小僧                                                                     | Shira yuki kozō                                                                                            | —                                          | 1955.01              | 1956.12              | Katsumi Masuko                | —                                |
| 008   | クミはなかない                                                               | Kumi wa nakanai                                                                                            | —                                          | 1955.05              | 1955.12              | Wachi Sanpei                  | —                                |
| 008 c | んんん                                                                       | zzzzz | 1956                                       | 1956.00              | 1956.00              | zzzzz                         | zzzzz                            |
| 009   | オーケストラの少女                                                           | Ōkesutora no shōjo                                                                                         | —                                          | 1956.01              | 1956.12              | Keiichi Ibaraki               | —                                |
| 010   | くさ笛はかなし                                                               | Kusa fue hakanashi                                                                                         | —                                          | 1956.01              | 1956.12              | Noboru Takeyama               | —                                |
| 011   | ルミちゃん先生                                                               | Rumi-chan sensei                                                                                           | —                                          | 1956.01              | 1956.12              | Riichi Hayami                 | —                                |
| 012   | 歌えよ雪子                                                                   | Utaeyo Yukiko                                                                                              | —                                          | 1956.01              | 1957.12              | Yoshiteru Takano              | —                                |
| 013   | ぽっくり物語                                                                 | Pokkuri monogatari                                                                                         | —                                          | 1956.04              | 1956.10              | Sōji Ushio                    | —                                |
| 014   | クレナイ姫                                                                   | Kurenai hime                                                                                               | —                                          | 1956.04              | 1956.12              | Yasuo Kinebuchi               | —                                |
| 015   | 虹のとりで                                                                   | Niji no toride                                                                                             | —                                          | 1956.05              | 1957.03              | Osamu Tezuka                  | —                                |
| 016   | かのこちゃん                                                                 | Kano ko-chan                                                                                               | —                                          | 1956.06              | 1964.08              | Akaoni Yamane                 | —                                |
| 017   | わたしはポピちゃん                                                           | Watashi wa popi-chan                                                                                       | —                                          | 1956.08              | 1957.06              | Kazuyoshi Fukumoto            | —                                |
| 017 c | んんん                                                                       | zzzzz | 1957                                       | 1957.00              | 1957.00              | zzzzz                         | zzzzz                            |
| 018   | となりのリコちゃん                                                           | Tonari no Riko-chan                                                                                        | —                                          | 1957.01              | 1957.05              | Riichi Hayami                 | —                                |
| 019   | あらまあ物語                                                                 | Ara mā monogatari                                                                                          | —                                          | 1957.01              | 1957.07              | Mitsuaki Suzuki               | —                                |
| 020   | ゆうやけ日記                                                                 | Yū yake nikke                                                                                              | —                                          | 1957.01              | 1957.12              | Noboru Takeyama               | —                                |
| 021   | 星はみている                                                                 | Hoshi wa mite iru                                                                                          | —                                          | 1957.01              | 1957.12              | Tanigawa Kazuhiko             | —                                |
| 022   | こけし探偵局                                                                 | Kokeshi tantei-kyoku                                                                                       | —                                          | 1957.04              | 1957.12              | Osamu Tezuka                  | —                                |
| 023   | すずのなる城                                                                 | Suzunoraru shiro                                                                                           | —                                          | 1957.06              | 1957.12              | Ichirō Ikuta                  | —                                |
| 024   | サトコは町の子                                                               | Satoko wa machi no ko                                                                                      | —                                          | 1957.07              | 1957.12              | Shinji Nagashima              | —                                |
| 025   | ペスよおをふれ                                                               | Pesu yō o fure                                                                                             | —                                          | 1957.08              | 1959.12              | Eiji Yamada                   | —                                |
| 026   | 天使のひとみ                                                                 | Tenshi no hitomi                                                                                           | —                                          | 1957.11              | 1958.09              | Masako Watanabe               | —                                |
| 026 c | んんん                                                                       | zzzzz | 1958                                       | 1958.00              | 1958.00              | zzzzz                         | zzzzz                            |
| 027   | にじをもとめて                                                               | Niji o motomete                                                                                            | —                                          | 1958.01              | 1958.03              | Umeko Machida                 | —                                |
| 028   | マリモちゃん                                                                 | Marimo-chan                                                                                                | —                                          | 1958.01              | 1958.04              | Hiroshi Kuwashima             | —                                |
| 029   | ミツバちゃん                                                                 | Mitsuba-chan                                                                                               | —                                          | 1958.01              | 1958.04              | Wachi Sanpei                  | —                                |
| 030   | いたずらサッちゃん                                                           | Mitsuba-chan                                                                                               | —                                          | 1958.01              | 1958.08              | Sacchan Itazura               | —                                |
| 031   | みえないとけい                                                               | Mienai tokei                                                                                               | —                                          | 1958.01              | 1958.10              | Masaharu Endō                 | —                                |
| 032   | キキちゃん                                                                   | Kiki-chan                                                                                                  | —                                          | 1958.01              | 1958.12              | Shōtarō Ishinomori            | —                                |
| 033   | あかちゃん王子                                                               | Akachan ōji                                                                                                | —                                          | 1958.01              | 1958.12              | Yoshiteru Takano              | —                                |
| 034   | 海はしってる                                                                 | Umi wa shitteru                                                                                            | —                                          | 1958.01              | 1958.12              | Kazuhiko Tanigawa             | —                                |
| 035   | まり姫かがみ                                                                 | Mari hime kagami                                                                                           | —                                          | 1958.01              | 1958.12              | Tatsuki Tayama                | —                                |
| 036   | なかよし横町                                                                 | Nakayoshi yokochō                                                                                          | —                                          | 1958.01              | 1958.12              | Tadashi Yamane                | —                                |
| 037   | リボンの騎士                                                                 | Ribon no kishi                                                                                             | —                                          | 1958.01              | 1959.06              | Osamu Tezuka                  | —                                |
| 038   | ながれゆく花                                                                 | Nagare yuku hana                                                                                           | —                                          | 1958.03              | 1958.07              | Jun Mizushima                 | —                                |
| 039   | 赤い松葉づえ                                                                 | Akai matsubadzue                                                                                           | —                                          | 1958.04              | 1958.09              |                               | —                                |
| 040   | えりちゃんバンザイ                                                           | Eri-chan banzai                                                                                            | —                                          | 1958.04              | 1958.12              | Kazuho Nishida                | —                                |
| 041   | いちばん鳥物語                                                               | Ichiban tori monogatari                                                                                    | —                                          | 1958.07              | 1958.12              | Yasuo Yorita                  | —                                |
| 042   | だれかよんでる                                                               | Dare ka yon deru                                                                                           | —                                          | 1958.09              | 1960.06              | Yasuo Yorita                  | —                                |
| 043   | ナナ子よ!                                                                    | Nanako yo!                                                                                                 | —                                          | 1958.09              | 1960.08              | Toshiyuki Nakajima            | —                                |
| 043 c | んんん                                                                       | zzzzz | 1959                                       | 1959.00              | 1959.00              | zzzzz                         | zzzzz                            |
| 044   | おてがらチエちゃん                                                           | Ote gare chie-chan                                                                                         | —                                          | 1959.01              | 1959.03              | Kazuho Nishida                | —                                |
| 045   | 赤いちょうちょ                                                               | Akai chōcho                                                                                                | —                                          | 1959.01              | 1959.06              | Yasuo Yorita                  | —                                |
| 046   | ひよりちゃん旅日記                                                           | Hiyori-chan tabi nikki                                                                                     | —                                          | 1959.01              | 1959.08              | Ito Akio                      | —                                |
| 047   | アケビちゃん                                                                 | Akebi-chan                                                                                                 | —                                          | 1959.01              | 1959.08              | Hideo Shinoda                 | —                                |
| 048   | ハルミのねがい                                                               | Harumi no negai                                                                                            | —                                          | 1959.01              | 1959.08              | Yasuzuki Takagi               | —                                |
| 049   | 山の子マキ                                                                   | Yama no ko Maki                                                                                            | —                                          | 1959.01              | 1960.03              | Eiko Hayashi                  | —                                |
| 050   | おらあトシ子よ                                                               | Ora a Toshiko yo                                                                                           | —                                          | 1959.01              | 1960.04              | Tadashi Yamane                | —                                |
| 051   | マサ子の谷                                                                   | Masako no tani                                                                                             | —                                          | 1959.04              | 1960.04              | Shoji Fujimoto                | —                                |
| 052   | 海からきたパール                                                             | Umi kara kita pāru                                                                                         | —                                          | 1959.07              | 1959.12              | Ippei Shinobu                 | —                                |
| 053   | ジーナは歌う                                                                 | Jīna wa utau                                                                                               | —                                          | 1959.08              | 1960.12              | Jun Mizushima                 | —                                |
| 054   | ミッコちゃん                                                                 | Mikko-chan                                                                                                 | —                                          | 1959.09              | 1960.12              | Itō Akio                      | —                                |
| 055 c | んんん                                                                       | zzzzz | 1960                                       | 1960.00              | 1960.00              | zzzzz                         | zzzzz                            |
| 056   | 金色の目                                                                     | Kiniro no me                                                                                               | —                                          | 1960.01              | 1960.12              | {{{auteur}}}                  | —                                |
| 057   | ママ一ばん星よ                                                               | Mama ichi ban hoshiyo                                                                                      | —                                          | 1960.01              | 1961.03              | Eiji Yamada                   | —                                |
| 058   | エンゼルの丘                                                                 | Enzeru no Oka                                                                                              | Angel's Hill                               | 1960.01              | 1961.12              | Osamu Tezuka                  | —                                |
| 059   | はまべのうた                                                                 | Hama be no uta                                                                                             | —                                          | 1960.04              | 1961.03              | Eiko Hayashi                  | —                                |
| 060   | 花の子マリ                                                                   | Hana no ko Mari                                                                                            | —                                          | {{{année_début}}}.05 | 1961.03              | Takeshi Koshiro               | —                                |
| 061   | あらマアちゃん                                                               | Ara Mā-chan                                                                                                | —                                          | 1960.08              | 1961.11              | Fujio Akatsuki                | —                                |
| 062   | ミーちゃんふたり                                                             | Mī-chan futari                                                                                             | —                                          | 1960.08              | 1961.12              | Tokuo Yokota                  | —                                |
| 063   | 小リスちゃん                                                                 | Ko risu-chan                                                                                               | —                                          | 1960.09              | 1962.03              | Toshiyuki Nakajima            | —                                |
| 064   | となりのマコちゃん                                                           | Tonari no Mako-chan                                                                                        | —                                          | 1960.12              | 1961.12              | Kazuo Maekawa                 | —                                |
| 064 c | んんん                                                                       | zzzzz | 1961                                       | 1961.00              | 1961.00              | zzzzz                         | zzzzz                            |
| 065   | 石の花                                                                       | Ishi no hana                                                                                               | —                                          | 1961.01              | 1961.12              | Hideko Mizuno                 | —                                |
| 066   | しあわせの星                                                                 | Shiawase no hoshi                                                                                          | —                                          | 1961.02              | 1964.10              | Setsuko Akamatsu              | —                                |
| 067   | 花のお城のサクラ姫                                                           | Hana no o-jō no sakura hime                                                                                | —                                          | 1961.04              | 1961.12              | Eiko Hayashi                  | —                                |
| 068   | OK！ユミちゃん                                                               | OK! Yumichan                                                                                               | —                                          | 1961.04              | 1961.12              | Koshiro Takeshi               | —                                |
| 069   | 星の子ロリー                                                                 | Hoshi no ko rorī                                                                                           | —                                          | 1961.04              | 1961.12              | Moribi Murano                 | —                                |
| 070   | チコとイサム                                                                 | Chiko to Isamu                                                                                             | —                                          | 1961.04              | 1961.12              | Eiji Yamada                   | —                                |
| 071   | ばら色の海                                                                   | Barairo no umi                                                                                             | —                                          | 1961.07              | 1961.12              | Jiro Tsunoda                  | —                                |
| 072   | やんちゃ日記                                                                 | Yancha nikki                                                                                               | —                                          | 1961.07              | 1961.12              | Yukio Mayuzumi                | —                                |
| 072 c | んんん                                                                       | zzzzz | 1962                                       | 1962.00              | 1962.00              | zzzzz                         | zzzzz                            |
| 073   | ヨッコちゃんがきたよ                                                         | Yokkochan ga kita yo                                                                                       | —                                          | 1962.01              | 1962.04              | Osamu Tezuka                  | —                                |
| 074   | ピイチクパアちゃん                                                           | Piichikupaa-chan                                                                                           | —                                          | 1962.01              | 1962.08              | Tokuo Yokota                  | —                                |
| 075   | パイナップルパイナちゃん                                                     | Painappurupaina-chan                                                                                       | —                                          | 1962.01              | 1962.11              | Kazuo Maekawa                 | —                                |
| 076   | サムライの子                                                                 | Samurai no ko                                                                                              | —                                          | 1962.01              | 1962.12              | Jiro Tsunoda                  | —                                |
| 077   | 紅つばめ                                                                     | Beni tsubame                                                                                               | —                                          | 1962.01              | 1962.12              | Yukio Mayuzumi                | —                                |
| 078   | 東京少女                                                                     | Tōkyō shōjo                                                                                                | —                                          | 1962.01              | 1962.12              | Jun Mizushima                 | —                                |
| 079   | まぼろしチャオ→ラリー                                                        | ' | —                                          | 1962.01              | 1962.12              | Moribi Murano                 | —                                |
| 080   | チビッコ校長                                                                 | Chibikko kōchō                                                                                             | —                                          | 1962.01              | 1963.12              | Setsuko Takehara              | —                                |
| 081   | そよ風さん                                                                   | Soyokaze-san                                                                                               | —                                          | 1962.04              | 1962.12              | Toshiyuki Nakajima            | —                                |
| 082   | すてき！テコちゃん                                                           | Suteki! Teko-chan                                                                                          | —                                          | .                    | —                    | Reiko Suzuki / Kiyoko Suzuki  | —                                |
| 083   | 野ばらの精                                                                   | Nobara no sei                                                                                              | —                                          | 1962.05              | 1962.12              | Osamu Tezuka                  | —                                |
| 083 c | んんん                                                                       | zzzzz | 1963                                       | 1963.00              | 1963.00              | zzzzz                         | zzzzz                            |
| 084   | リボンの騎士                                                                 | Ribbon no Kishi                                                                                            | —                                          | 1963.01              | 1966.10              | Osamu Tezuka                  | —                                |
| 085   | ルミちゃんがんばれ                                                           | Rumi-chan ganbare                                                                                          | —                                          | 1973.06              | 1973.10              | Jiro Tsunoda                  | —                                |
| 086   | そろばん少女                                                                 | Sora ban shōjo                                                                                             | —                                          | 1963.02              | 1963.12              | Toshiyuki Nakajima            | —                                |
| 087   | ひとりぼっち                                                                 | Hitori bocchi                                                                                              | —                                          | 1963.06              | 1965.05              | Miyako Maki                   | —                                |
| 087 c | んんん                                                                       | zzzzz | 1964                                       | 1964.00              | 1964.00              | zzzzz                         | zzzzz                            |
| 088   | バレー少女美香                                                               | Barē shōjo Mika                                                                                            | —                                          | 1964.01              | 1964.03              | Toshiyuki Nakajima            | —                                |
| 089   | 海の星山の星                                                                 | Umi no Hoshiyama no Hoshi                                                                                  | —                                          | 1964.04              | 1965.12              | Akira Mochizuki               | —                                |
| 090   | てなもんや三度笠                                                             | Tenamonyasandogasa                                                                                         | —                                          | 1964.09              | 1965.08              | Yamane Akaoni                 | —                                |
| 090 c | んんん                                                                       | zzzzz | 1965                                       | 1965.00              | 1965.00              | zzzzz                         | zzzzz                            |
| 091   | ヨッちゃんパンチ                                                             | Yocchan panchi                                                                                             | —                                          | 1965.04              | 1967.09              | Yutaka Imamura                | —                                |
| 092   | ふたりだけのゆびきり                                                         | Futari dake no yubikiri                                                                                    | —                                          | 1965.05              | 1965.12              | Mihoko Matsuo                 | —                                |
| 093   | 乙女の祈り                                                                   | Otome no inori                                                                                             | —                                          | 1965.11              | 1966.06              | Setsuko Akamatsu              | —                                |
| 094   | 花のコーラス                                                                 | Hana no kōrasu                                                                                             | —                                          | 1965.11              | 1967.04              | Miyako Maki                   | —                                |
| 095   | エンゼルちゃん                                                               | Enzeru-chan                                                                                                | —                                          | 1965.12              | 1966.03              | Hajime Hasegawa               | —                                |
| 095 c | んんん                                                                       | zzzzz | 1966                                       | 1966.00              | 1966.00              | zzzzz                         | zzzzz                            |
| 096   | ジュリエッタ                                                                 | Jurietta                                                                                                   | —                                          | 1966.01              | 1966.07              | Akira Mochizuki               | —                                |
| 097   | ガラスのバレーシューズ                                                       | Garasu no barēshūzu                                                                                        | —                                          | 1966.01              | 1967.12              | Mihoko Matsuo                 | —                                |
| 098   | チャコちゃん                                                                 | Chako-chan                                                                                                 | —                                          | 1966.04              | 1967.04              | Kiyoko Takenaka               | —                                |
| 099   | 東京の王女さま                                                               | Tōkyō no Ōjo-sama                                                                                          | —                                          | 1966.07              | 1966.09              | Hajime Hasegawa               | —                                |
| 100   | ひょっこりひょうたん島                                                       | Hyokkori hyōtan tō                                                                                         | —                                          | 1966.07              | 1966.10              | Hiroko Kikuchi                | —                                |
| 101   | おっと！マチコちゃん                                                         | Otto！Machiko-chan                                                                                         | —                                          | 1966.07              | 1967.05              | Fukae Keijiko                 | —                                |
| 102   | ロマンスの薬あげます！                                                       | Romansu no kusuri agemasu!                                                                                 | —                                          | 1966.08              | 1967.08              | Kazuo Umezu                   | —                                |
| 103   | おいでロッテ                                                                 | Oide Rotte                                                                                                 | —                                          | 1966.08              | 1967.10              | Akira Mochizuki               | —                                |
| 103 c | んんん                                                                       | zzzzz | 1967                                       | 1967.00              | 1967.00              | zzzzz                         | zzzzz                            |
| 104   | チャコねえちゃん                                                             | Chako nē-chan                                                                                              | —                                          | 1967.05              | 1968.04              | Kiyoko Takenaka               | —                                |
| 105   | 星のゆりかご                                                                 | Hoshi no yuri kago                                                                                         | —                                          | 1967.05              | 1968.07              | Miyako Maki                   | —                                |
| 106   | 女の子あつまれ！                                                             | On'na no ko atsumare!                                                                                      | —                                          | 1967.09              | 1968.07              | Kazuo Umezu                   | —                                |
| 107   | なんでもヤッちゃん                                                           | Nan demo yacchan                                                                                           | —                                          | 1967.10              | 1968.03              | Yoko Imamura                  | Yutaka Imamura                   |
| 108   | ちびっこ怪獣ヤダモン                                                         | Chibikko kaijū yadamon                                                                                     | —                                          | 1967.12              | 1968.08              | Asashi Arikawa                | —                                |
| 108 c | んんん                                                                       | zzzzz | 1968                                       | 1968.00              | 1968.00              | zzzzz                         | zzzzz                            |
| 109   | ゆめのバレリーナ                                                             | Yume no barerīna                                                                                           | —                                          | 1968.01              | 1968.11              | Mihoko Matsuo                 | —                                |
| 110   | なみ子とリカ                                                                 | Namiko to Rika                                                                                             | —                                          | 1968.01              | 1968.12              | Akira Mochizuki               | —                                |
| 111   | チャコとケンちゃん                                                           | Chako to Ken-chan                                                                                          | —                                          | 1968.05              | 1969.05              | Kiyoko Takenaka               | —                                |
| 112   | 冒険少女 ミス・ワンダー                                                      | Bōken shōjo misu wandā                                                                                     | Miss Wonder                                | 1968.08              | 1968.12              | Fumio Hisamatsu               | —                                |
| 113   | まごころシリーズ                                                             | Ma-gokoro shirīzu                                                                                          | —                                          | 1968.08              | 1969.05              | Keiko Matsuo                  | Masamichi Yokoyama               |
| 114   | ドレミファそらいけ！                                                         | Doremifa sora ike!                                                                                         | —                                          | 1968.08              | 1968.12              | Satoo Tomoe                   | —                                |
| 115   | 白鳥の城                                                                     | Hakuchō no shiro                                                                                           | —                                          | 19868.09             | 1969.02              | Miyako Maki                   | —                                |
| 115 c | んんん                                                                       | zzzzz | 1969                                       | 1969.00              | 1969.00              | zzzzz                         | zzzzz                            |
| 116   | ドレミファ学園!                                                              | Doremifa gakuen                                                                                            | —                                          | 1969.01              | 1969.12              | Satoo Tomoe                   | —                                |
| 117   | プリンセスプリンちゃん                                                       | Purinsesu purin chan                                                                                       | année_début=1969                           | {{{année_début}}}.01 | 1969.02              | Mitsutoshi Furuya             | —                                |
| 118   | 歌よ！いつまでも                                                             | Uta yo! Itsu made mo                                                                                       | —                                          | 1969.01              | 1969.12              | Akira Mochizuki               | —                                |
| 119   | そよかぜ天使                                                                 | So yo kaze tenshi                                                                                          | —                                          | 1969.04              | 1969.09              | Yumiko Matsui                 | Keiji Kibe                       |
| 120   | 青空にとび出せ                                                               | Aozora ni tobi dase                                                                                        | —                                          | 1969.05              | 1969.09              | Waki Yamato                   | Tokyo Broadcasting System        |
| 121   | ジャンケン・ケンちゃん                                                       | Janken kenchan                                                                                             | —                                          | 1969.06              | 1969.09              | Taiyo Naguchi                 | Go Nagai                         |
| 122   | 虹色のマリ                                                                   | Nijiiro no Mari                                                                                            | —                                          | 1969.06              | 1969.11              | Machiko Satonaka              | —                                |
| 123   | シャルマン・ジュジュ                                                         | Sharuman juju                                                                                              | —                                          | 1969.07              | 1969.12              | Hideko Mizuno                 | Erika Tachihara                  |
| 124   | ジャン子旋風                                                                 | Jan ko senpū                                                                                               | —                                          | 1969.10              | 1969.12              | Taiyo Noguchi                 | —                                |
| 125   | マイ・ピンキー                                                               | Mai pinkī                                                                                                  | —                                          | .                    | —                    | Waki Yamato                   | Jinbo Shiro                      |
| 126   | コニーとボク                                                                 | Konī to boku                                                                                               | —                                          | 1969.11              | 1970.05              | Yasuko Aoike                  | —                                |
| 126 c | んんん                                                                       | zzzzz | 1970                                       | 1970.00              | 1970.00              | zzzzz                         | zzzzz                            |
| 157   | ふたりだけのリンド                                                           | Futari dake no rindo                                                                                       | —                                          | 1970.01              | 1970.06              | Akira Mochizuki               | Shunsuke Sagara                  |
| 158   | 太陽にダッシュ                                                               | Taiyō ni dasshu                                                                                            | —                                          | 1970.01              | 1970.07              | Sachiko Kana                  | —                                |
| 159   | マリアンヌ                                                                   | Mariannu                                                                                                   | —                                          | 1970.01              | 1970.07              | Machiko Satonaka              | —                                |
| 160   | ポットちゃん                                                                 | Potto-chan                                                                                                 | —                                          | 1970.01              | 1970.12              | Futami Shishi                 | —                                |
| 161   | アストロツイン                                                               | Asutorotsuin                                                                                               | —                                          | 1970.04              | 1970.06              | Keiko Takemiya                | —                                |
| 162   | 青春タッチダウン                                                             | Seishun tacchidaun                                                                                         | —                                          | 1970.05              | 1970.10              | Waki Yamato                   | Shiro Jinbo                      |
| 163   | どろぼう家族                                                                 | Doro bō kazoku                                                                                             | —                                          | 1970.07              | 1970.09              | Yasuko Aoike                  | —                                |
| 164   | モコの季節                                                                   | Moko ni kisetsu                                                                                            | —                                          | 1970.07              | 1970.09              | Midori Sakamoto               | Reiko Yoshino                    |
| 165   | コミック天使                                                                 | Komikku tenshi                                                                                             | —                                          | 1970.08              | 1971.03              | Machiko Satonaka              | —                                |
| 166   | 本日開店                                                                     | Honjitsu kaiten                                                                                            | —                                          | 1970.10              | 1970.12              | Sachiko Kana                  | Toshi Ogasawara                  |
| 167   | ライバル                                                                     | Raibaru | —                                          | 1970.10              | 1970.12              | Midori Sakamoto               | Wataru Iwatsuka                  |
| 167 c | んんん                                                                       | zzzzz | 1971                                       | 1971.00              | 1971.00              | zzzzz                         | zzzzz                            |
| 168   | 学園コメディーシリーズ                                                       | Gakuen komedī shirīzu                                                                                      | —                                          | 1971.01              | 1971.03              | Yumiko Igarashi               | Jinbo / Kenmochi                 |
| 169   | 年ごろだもの                                                                 | Toshi-goroda mono                                                                                          | —                                          | 1971.01              | 1971.04              | Reiko Andō]                   | —                                |
| 170   | 結婚シリーズ                                                                 | Kekkon shirīzu                                                                                             | —                                          | 1971.01              | 1971.06              | Michiko Hosono                | Nozomi Wakai                     |
| 171   | メタメタ名作パロディーシリーズ                                               | Metameta meisaku parodīshirīzu                                                                             | —                                          | 1971.01              | 1971.06              | Hiroko Yokoyama               | —                                |
| 172   | 学園荘203号                                                                  | Gakuen sō 203-gō                                                                                           | —                                          | 1971.04              | 1971.08              | Namie Hojo                    | Megumi Kubomura                  |
| 173   | 豪剛学園花の36期生                                                           | Gō Tsuyoshi gakuen haha no 36-kisei                                                                        | —                                          | 1971.04              | 1971.09              | Yumiko Igarashi               | Wataru Kenmmotsu                 |
| 174   | 黒とかげ                                                                     | Kurotokage                                                                                                 | Le Lézard noir                             | 1971.04              | 1971.08              | Ryōko Takashina               | Edogawa Ranpo                    |
| 175   | レモンレモン                                                                 | Remon remon                                                                                                | —                                          | 1971.04              | 1971.12              | Misugi Waka                   | Hikaru Konomi                    |
| 176   | 風車かざぐるま                                                               | Kazaguruma kazaguruma                                                                                      | —                                          | 1971.05              | 1971.12              | Reiko Andō                    | —                                |
| 177   | BFキャッチ法百科                                                             | BF kyacchihō hyakka                                                                                        | —                                          | 1971.05              | 1971.12              | Sakuga Group                  | Tarō Minamoto                    |
| 178   | 青春パーフェクト                                                             | Seishun pāfekuto                                                                                           | —                                          | 1971.06              | 1971.12              | Jun Asakusa                   | Shirō Jinbo                      |
| 179   | 広子の道徳シリーズ                                                           | Hiroko no dōtoku shirīzu                                                                                   | —                                          | 1971.07              | 1971.12              | Hiroko Yokoyama               | —                                |
| 180   | さるとびエッちゃん                                                           | Sarutobi Ecchan                                                                                            | —                                          | 1971.10              | 1971.12              | Shōtarō Ishinomori            | —                                |
| 181   | 血とばらの悪魔                                                               | Chi to Bara no Akuma                                                                                       | —                                          | 1971.11              | 1972.02              | Ryoko Takashina               | Edogawa Ranpo                    |
| 182   | レモンスカッシュ4人組                                                        | Lemon Squash 4-ningumi                                                                                     | —                                          | 1971.11              | 1972.04              | Yumiko Igarashi               | Sachiko Tsue                     |
| 183   | Pinkyピンク                                                                  | Pink pinku                                                                                                 | —                                          | 1971.11              | 1972.08              | Machiko Satonaka              | —                                |
| 183 c | んんん                                                                       | zzzzz | 1972                                       | 1972.00              | 1972.00              | zzzzz                         | zzzzz                            |
| 184   | 好き！すき!!魔女先生                                                         | Suki! Suki!! Majo-sensei                                                                                   | —                                          | 1972.01              | 1972.06              | Chizuko Beppu                 | Shōtarō Ishinomori               |
| 185   | 広子のわらってわらって                                                       | Hiroko no waratte waratte                                                                                  | —                                          | 1972.01              | 1972.12              | Hiroko Yokoyama               | —                                |
| 186   | ドロボウちゃんシリーズ                                                       | Dorobō-chan shirīzu                                                                                        | —                                          | 1972.01              | 1976.12              | Tarō Minamoto                 | —                                |
| 187   | 虹のナナちゃん                                                               | Niji no nanachan                                                                                           | —                                          | 1972.02              | 1973.01              | Hiroko Tsujimura              | Wataru Kenmochi                  |
| 188   | 夕日の中のサキ                                                               | Yūhi no naka no Saki                                                                                       | —                                          | 1972.03              | 1972.06              | Ryoko Takashina               | —                                |
| 189   | まりあちゃんシリーズ                                                         | Maria-chan shirīzu                                                                                         | —                                          | 1972.04              | 1972.12              | Maria Abe                     | —                                |
| 190   | 20世紀のクレオパトラ                                                         | 20世紀のクレオパトラ                                                                                       | —                                          | 1972.06              | 1972.08              | Midori Sakamoto               | —                                |
| 191   | 地獄でメスがひかる                                                           | Jigoku de Mes ga Hikaru                                                                                    | —                                          | 1972.02              | 1972.10              | Ryoyo Takashina               | —                                |
| 192   | ばんざい先生                                                                 | Banzai sensei                                                                                              | —                                          | 1972.09              | 1973.02              | Yumiko Igarashi               | —                                |
| 193   | ゆびきりゲンマン                                                             | Yubikiri genman                                                                                            | —                                          | 1972.09              | 1973.03              | Yoko Shima                    | Sachiko Tsue                     |
| 194   | アップルマーチ                                                               | Appurumāchi                                                                                                | —                                          | 1972.10              | 1973.04              | Machiko Satonaka              | —                                |
| 194 c | んんん                                                                       | zzzzz | 1973                                       | 1973.00              | 1973.00              | zzzzz                         | zzzzz                            |
| 195   | 読み切りギャグシリーズ                                                       | Yomikiri gyagushirīzu                                                                                      | —                                          | 1973.01              | 1973.12              | Hiroko Yokoyama               | —                                |
| 196   | Oh! 親子どんぶり                                                             | Oh! Oyako donburi                                                                                          | —                                          | 1973.02              | 1973.06              | Midori Sakamoto               | —                                |
| 197   | さすらいの口ぶえ                                                             | Sasurai no kuchi bu e                                                                                      | —                                          | 1973.03              | 1973.07              | Ryiko Takashina               | —                                |
| 198   | しあわせリカちゃん                                                           | Siawase rikachan                                                                                           | —                                          | 1973.04              | 1974.03              | Hisayo Ishida                 | Hitoshi Moriki                   |
| 199   | 台所ミュージアム                                                             | Daidokoro myūjiamu                                                                                         | —                                          | 1973.05              | 1973.08              | Katsura Maruyama              | —                                |
| 200   | ひとつ屋根の歌                                                               | Hitotsu yane no uta                                                                                        | —                                          | 1973.06              | 1973.10              | Yumiko Igarashi               | —                                |
| 201   | 新コジキ伝                                                                   | Shin kojiki-den                                                                                            | —                                          | 1973.07              | 1973.10              | Midori Sakamoto               | —                                |
| 202   | 恋人はあなただけ                                                             | Koibito wa anata dake                                                                                      | —                                          | 1973.07              | 1973.12              | Machiko Satonaka              | —                                |
| 203   | キューティーハニー                                                           | Kyūtī Hanī                                                                                                 | Cutey Honey                                | 1973.07              | 1973.12              | Yū Okazaki                    | Gō Nagai                         |
| 204   | 血まみれ観音                                                                 | Chimamire kannon                                                                                           | —                                          | 1973.11              | 1974.02              | Ryoko Takashina               | Seishi Yokomizo                  |
| 204 c | んんん                                                                       | zzzzz | 1974                                       | 1974.00              | 1974.00              | zzzzz                         | zzzzz                            |
| 205   | 敦子のあしたは                                                               | Atsuko no ashita wa                                                                                        | —                                          | 1974.01              | 1974.07              | Yumiko Igarashi               | Toshi Yoshida                    |
| 206   | しあわせですか?                                                              | Shiawasedesu ka ?                                                                                          | —                                          | 1974.01              | 1974.08              | Machiko Satonaka              | —                                |
| 207   | 星の子ジュジュ                                                               | Hoshi no ko juju                                                                                           | —                                          | 1974.02              | 1975.09              | Nobara Nonaka                 | —                                |
| 208   | ドクターGの島                                                                | Dokutā G no shima                                                                                          | —                                          | 1974.04              | 1974.08              | Ryoko Takashina               | Edogawa Ranpo                    |
| 209   | ひとりぼっちの太陽                                                           | Hitoribocchi no Taiyō                                                                                      | —                                          | 1974.10              | 1975.03              | Yumiko Igarashi               | Michio Yoshioka                  |
| 210   | うたえ！ポピーちゃん                                                         | Utae! Popī-chan                                                                                            | —                                          | 1974.10              | 1975.09              | Chieko Hara                   | Keiko Nagita                     |
| 211   | ロリアンの青い空                                                             | Lorian no Aoi Sora                                                                                         | —                                          | 1974.12              | 1975.04              | Yōko Shima                    | Keiko Nagita                     |
| 211 c | んんん                                                                       | zzzzz | 1975                                       | 1975.00              | 1975.00              | zzzzz                         | zzzzz                            |
| 212   | スポットライト                                                               | Supottoraito                                                                                               | Spotlight                                  | 1975.01              | 1976.09              | Machiko Satonaka              | —                                |
| 213   | はるかなるレムリアより                                                       | Haruka Naru Lemuria yori                                                                                   | —                                          | 1975.01              | 1975.05              | Ryōko Takashina               | —                                |
| 214   | モンモちゃん                                                                 | Monmo-chan                                                                                                 | —                                          | 1975.01              | 1980.08              | Ryōko Kissumoto               | —                                |
| 215   | キャンディ・キャンディ♡                                                      | Kyandi Kyandi                                                                                              | Candy Candy                                | 1975.04              | 1979.03              | Yumiko Igarashi               | Kyōko Mizuki                     |
| 216   | あいLOVEポピーちゃん                                                         | Ai LOVE Popī-chan                                                                                          | I Love Poppy-chan                          | 1975.10              | 1976.19              | Non Kyōzuka                   | Ayako Katsu                      |
| 217   | エンゼル=トリオ恋ぐるい                                                      | Angel Trio Koigurui                                                                                        | —                                          | 1975.10              | 1975.12              | Chizuko Beppu                 | —                                |
| 218   | タランチュラのくちづけ                                                       | Tarantula no Kuchikuze                                                                                     | —                                          | 1975.10              | 1976.03              | Ryōko Takashina               | —                                |
| 218 c | んんん                                                                       | zzzzz | 1976                                       | 1976.00              | 1976.00              | zzzzz                         | zzzzz                            |
| 219   | わんころべえ                                                                 | Wankorobee                                                                                                 | —                                          | 1976.01              | —                    | Yuriko Abe                    | —                                |
| 220   | メリールウの王子さま                                                         | Merīruru no Ōji-sama                                                                                       | —                                          | 1976.04              | 1976.07              | Chizuko Beppu                 | Hiromu Nemoto                    |
| 221   | 化石の島                                                                     | Kaseki no SHima                                                                                            | —                                          | 1976.06              | 1976.08              | Ryōko Takashina               | —                                |
| 222   | こっちむいてスーキー                                                         | Kochi Muite Suki                                                                                           | —                                          | 1976.10              | 1976.12              | Shizue Takanashi              | —                                |
| 223   | ミスターレディ                                                               | Mister Lady                                                                                                | —                                          | 1976.10              | 1977.08              | Machiko Satonaka              | —                                |
| 224   | 白夜のナイチンゲール                                                         | Hakuya no Nightingale                                                                                      | —                                          | 1976.12              | 1977.05              | Yoko Shima                    | Keiko Nagita                     |
| 224 c | んんん                                                                       | zzzzz | 1977                                       | 1977.00              | 1977.00              | zzzzz                         | zzzzz                            |
| 225   | おませなユーミン                                                             | Omase na Yumin                                                                                             | —                                          | 1977.01              | 1979.08              | Matsumoto Angel               | —                                |
| 226   | チョンチョンこまめちゃん                                                     | Chonchon Komame-chan                                                                                       | —                                          | 1977.04              | 1986.10              | Moa Anada                     | —                                |
| 227   | しあわせ色の風景                                                             | Shiawase Iro no Fūkei                                                                                      | —                                          | 1977.05              | 1977.10              | Shizue Takanashi              | —                                |
| 228   | 三つのブランコの物語                                                         | Mittsu no Blanco no Monogatari                                                                             | —                                          | 1977.09              | 1977.11              | Chieko Hara                   | —                                |
| 229   | GOOD MORNING メグ                                                            | GOOD MORNING Megu                                                                                          | GOOD MORNING Meg                           | 1977.10              | 1978.12              | Chizuru Takanashi             | —                                |
| 230   | あかね雲                                                                     | Akane Kumo                                                                                                 | —                                          | 1977.12              | 1978.12              | Masako Sone                   | —                                |
| 230 c | んんん                                                                       | zzzzz | 1978                                       | 1978.00              | 1978.00              | zzzzz                         | zzzzz                            |
| 231   | サニーあなたの番よ!                                                          | Sunny Anata no Ban yo!                                                                                     | —                                          | 1978.01              | 1978.10              | Mariko Satō                   | Kyōko Mizuki                     |
| 232   | おはよう!スパンク                                                            | Ohayō! Supanku                                                                                             | Les Aventures de Claire et Tipoune         | 1978.02              | 1982.03              | Shizue Takanashi              | Shun'ichi Yukimuro               |
| 233   | フォスティーヌ                                                               | Fostine | —                                          | 1978.03              | 1979.08              | Chieko Hara                   | —                                |
| 234   | 銀河のプリンセス                                                             | Ginga no Princess                                                                                          | —                                          | 1978.08              | 1978.09              | Jun Makimura                  | —                                |
| 235   | LET'S SMILE メグ                                                             | LET'S SMILE Megu                                                                                           | —                                          | 1978.10              | 1979.04              | Chizuru Takahashi             | —                                |
| 235 c | んんん                                                                       | zzzzz | 1979                                       | 1979.00              | 1979.00              | zzzzz                         | zzzzz                            |
| 236   | 大江戸らぷそでぃ                                                             | Ooedo Rhapsody                                                                                             | —                                          | 1979.03              | 1979.04              | Jun Makimura                  | —                                |
| 237   | メイミー♥エンジェル                                                          | Meimī Enjeru                                                                                               | Mayme Angel                                | 1979.04              | 1980.12              | Yumiko Igarashi               | —                                |
| 238   | しあわせ半分こ                                                               | Shiawase Hanbunko                                                                                          | —                                          | 1979.06              | 1979.11              | Chizuru Takahashi             | —                                |
| 239   | みにみにミッキー                                                             | Mi ni mi ni Mikkī                                                                                          | —                                          | 1979.09              | 1982.03              | Angel Matsumoto               | —                                |
| 240   | 末は博士か花よめか                                                           | Ura wa Hakaseka Hanayomeka                                                                                 | —                                          | 1979.09              | 1980.05              | Jun Makimura                  | —                                |
| 240 c | んんん                                                                       | zzzzz | 1980                                       | 1980.00              | 1980.00              | zzzzz                         | zzzzz                            |
| 241   | コクリコ坂から                                                               | Kokuriko-zaka Kara                                                                                         | La Colline aux coquelicots                 | 1980.01              | 1980.08              | Chizuru Takashina             | Tetsuro Sayama                   |
| 242   | そよ風さん見えますか?                                                        | Soyokaze-san miemasuka?                                                                                    | —                                          | 1980.01              | 1980.04              | Mayumi Ide                    | —                                |
| 243   | オレンジ通信                                                                 | Orange Tsūshin                                                                                             | —                                          | 1980.02              | 1980.06              | Shizue Takanashi              | —                                |
| 244   | ぼくたちの行進曲                                                             | Bokutachi no Kōshinkyoku - Sei Clarence Mongatari                                                          | —                                          | 1980.02              | 1980.06              | Sumiko Mizukami               | Mizue Sawa                       |
| 245   | きらら星の大予言                                                             | Kirakira Hoshi no Daiyogen                                                                                 | —                                          | 1980.05              | 1981.04              | Yu Asagiri                    | Kyōko Mizuki                     |
| 246   | OH!サンシャイン                                                              | Oh! Sunshine                                                                                               | —                                          | 1980.06              | 1980.11              | Chieko Hara                   | —                                |
| 247   | 地獄への招待状                                                               | Jigoku e no Shōtaijō                                                                                       | —                                          | 1980.07              | 1980.10              | Tomi Hoshikawa                | —                                |
| 248   | とびだせ！マオ                                                               | Tobidase! Mao                                                                                              | —                                          | 1980.09              | 1981.03              | Kaoru Imai                    | —                                |
| 249   | あこがれ♥二重唱                                                              | Akogare Love Nijūshō                                                                                       | —                                          | 1980.10              | 1981.03              | Mariko Satō                   | Mizue Sawa                       |
| 250   | ミルキー☆レディ                                                              | Mirukī☆Redi                                                                                                | Milky Lady                                 | 1980.12              | 1981.07              | Chizuru Takahashi             | —                                |
| 250 c | んんん                                                                       | zzzzz | 1981                                       | 1981.00              | 1981.00              | zzzzz                         | zzzzz                            |
| 251   | なんとかしなくちゃ!                                                          | Nantoka Shinakuccha!                                                                                       | —                                          | 1981.01              | 1981.06              | Mayumi Ide                    | Hisashi Yamanaka                 |
| 252   | ティム♡ティム♡サーカス                                                       | Timu ♡ Timu ♡ Sākasu                                                                                       | —                                          | 1981.03              | 1982.03              | Yumiko Igarashi               | Kyōko Mizuki                     |
| 253   | にゃんこちゃん日記                                                           | Ni yankochan nikki                                                                                         | —                                          | 1981.04              | 1982.06              | Kasahara Poppo                | —                                |
| 254   | あいつがHERO!                                                                | Aitsu ga Hero!                                                                                             | —                                          | 1981.05              | 1982.03              | Yū Asagiri                    | —                                |
| 255   | おちこぼれ同盟                                                               | Ochikobore Dōmei                                                                                           | —                                          | 1981.05              | 1981.10              | Mariko Satō                   | —                                |
| 256   | 風のソナタ                                                                   | Kaze no Sonata                                                                                             | —                                          | 1981.07              | 1982.06              | Cheiko Hara                   | —                                |
| 257   | きゃらめるフィーリング                                                       | Caramel Feeling                                                                                            | —                                          | 1981.09              | 1982.02              | Chizuru Takahashi             | —                                |
| 258   | 妖鬼妃伝                                                                     | Yōki Hiden                                                                                                 | —                                          | 1981.09              | 1981.11              | Suzue Miuchi                  | —                                |
| 259   | 思いっきりピーマン                                                           | Omoikkiri Piment                                                                                           | —                                          | 1981.12              | 1982.05              | Mayumi Ide                    | —                                |
| 259 c | んんん                                                                       | zzzzz | 1982                                       | 1982.00              | 1982.00              | zzzzz                         | zzzzz                            |
| 260   | 悪魔のファンタジー                                                           | Akuma no Fantasy                                                                                           | —                                          | 1982.02              | 1982.04              | Sumiko Sonehara               | Jirō Akagawa                     |
| 261   | KUNG・FU★レディー                                                            | KUNG-FU Lady                                                                                               | —                                          | 1982.03              | 1982.06              | Jun Makimura                  | —                                |
| 262   | ころんでポックル                                                             | Korondepokkuru                                                                                             | Croque-Pockle                              | 1982.04              | 1983.11              | Yumiko Igarashi               | —                                |
| 263   | ほほえみZOOミング                                                            | Hohoemi Zoo Mingu                                                                                          | —                                          | 1982.04              | 1982.12              | Shizue Takanashi              | —                                |
| 267   | ジミー＆セーラ                                                               | Jimī & Sēra                                                                                                | —                                          | 1982.04              | 1983.04              | Angel Matsumoto               | —                                |
| 268   | こっちむいてラブ!                                                            | Kocchi Muite Love!                                                                                         | —                                          | 1982.05              | 1983.12              | Yu Asagiri                    | —                                |
| 269   | おたすけ飛行船                                                               | Otasuke Hikōsen                                                                                            | —                                          | 1982.06              | 1982.11              | Mariko Satō                   | Yoshimi Shinozaki                |
| 270   | とんでモン・ペ                                                               | Tondemonpe                                                                                                 | —                                          | 1982.06              | 1983.04              | Kaoru Imai                    | —                                |
| 271   | 黒の輪舞                                                                     | Kuro no Rinbu                                                                                              | —                                          | 1982.06              | 1983.04              | Yoko Matsumoto                | —                                |
| 272   | パイナップルみたい                                                           | Pineapple Mitai                                                                                            | —                                          | 1982.07              | 1982.09              | Izumi Takemoto                | —                                |
| 273   | 乙女心が傷つくの                                                             | Otomegakoro ga Kizutsuku                                                                                   | —                                          | 1982.08              | 1982.09              | Mayumi Ide                    | —                                |
| 274   | ひよ子だあ〜!                                                                | Hiyokoda a~!                                                                                               | —                                          | 1982.08              | 1985.12              | Mayumi Muroyama               | —                                |
| 275   | 愛してもいいですか？                                                         | Aishite mi Ii Desu ka?                                                                                     | —                                          | 1982.10              | 1983.03              | Sumiko Sonehara               | —                                |
| 276   | さくらんぼデュエット                                                         | Sakuranbo Duet                                                                                             | —                                          | 1982.10              | 1983.03              | Chizuru Takahashi             | —                                |
| 276 c | んんん                                                                       | zzzzz | 1983                                       | 1983.00              | 1983.00              | zzzzz                         | zzzzz                            |
| 277   | やったね!甚八                                                                | Yatta ne! Jinpachi                                                                                         | —                                          | 1983.01              | 1983.06              | Mayumi Ide                    | —                                |
| 278   | あおいちゃんパニック!                                                        | Aoi-chan Panic!                                                                                            | —                                          | 1983.02              | 1984.07              | Izumi Takemoto                | —                                |
| 279   | くせっ毛ララバイ                                                             | Kusekke Lullaby                                                                                            | —                                          | 1983.03              | 1984.05              | Cheiko Hara                   | —                                |
| 280   | すきゃんだる♥4                                                               | Sukyandaru ♥ 4                                                                                             | —                                          | 1983.04              | 1983.07              | Sakae Sako                    | —                                |
| 281   | とんねるミッキーズ                                                           | Tunnel Mickeys                                                                                             | —                                          | 1983.04              | 1983.07              | Mariko Satō                   | —                                |
| 282   | おめめの法則                                                                 | O-me me no hōsoku                                                                                          | —                                          | 1983.04              | 1983.07              | Keisuke Kobayashi             | —                                |
| 283   | 殺人よこんにちは                                                             | Satsujin yo Konnichiwa                                                                                     | —                                          | 1983.07              | 1983.10              | Yoko Matsumoto                | Jiro Akagawa                     |
| 284   | らくがき！ヤンチャ隊                                                         | Rakuaki! Yancha-tai                                                                                        | —                                          | 1983.08              | 1986.04              | Keisuke Kobayashi             | —                                |
| 285   | ふたご座恋愛事件                                                             | Futagoza Renai Jiken                                                                                       | —                                          | 1983.11              | 1984.02              | Sakae Sakō                    | Keiko Kishimoto                  |
| 286   | 62日の砂時計                                                                 | 62-nichi no Sunadokei                                                                                      | —                                          | 1983.12              | 1984.03              | Sumiko Sonehara               | —                                |
| 286 c | んんん                                                                       | zzzzz | 1984                                       | 1984.00              | 1984.00              | zzzzz                         | zzzzz                            |
| 287   | アップルどりいむ                                                             | Apple Dream                                                                                                | —                                          | 1984.01              | 1985.01              | Yu Asagiri                    | —                                |
| 288   | ティンクル・スター2                                                          | Twinkle Star 2                                                                                             | —                                          | 1984.02              | 1984.07              | Yumiko Igarashi               | Man Izawa                        |
| 289   | チャンスだピンチだABO                                                        | Chance da Pinch da ABO!                                                                                    | —                                          | 1984.03              | 1984.06              | Kiyo Sakai                    | Keiko Kishimoto                  |
| 290   | シンデレラ特急                                                               | Cinderella Tokkyū                                                                                          | —                                          | 1984.04              | 1984.07              | Yoko Matsumoto                | —                                |
| 291   | アタッカーYOU!                                                               | Atakkā Yū!                                                                                                 | Jeanne et Serge                            | 1984.05              | 1985.05              | Shizuo Koizumi                | Jun Makimura                     |
| 292   | 木の実はあとふる                                                             | Ki no Mi wa Atofuru                                                                                        | —                                          | 1984.06              | 1984.09              | Mayumi Ide                    | —                                |
| 293   | 空ちゃんのぼうし                                                             | Sora-chan no Bōshi                                                                                         | —                                          | 1984.08              | 1985.07              | Shizue Takanashi              | —                                |
| 294   | なつき長月神無月                                                             | Natsuki Nagazuki Kannazuki                                                                                 | —                                          | 1984.08              | 1984.12              | Sakae Sakō                    | —                                |
| 295   | 魔法使いさんおしずかに！                                                     | Mahō Tsukai-san Oshizuka ni!                                                                               | —                                          | 1984.09              | 1985.09              | Izumi Takemoto                | —                                |
| 296   | アンはアン                                                                   | An wa An                                                                                                   | Anne                                       | 1984.10              | 1986.01              | Yumiko Igarashi               | —                                |
| 296 c | んんん                                                                       | zzzzz | 1985                                       | 1985.00              | 1985.00              | zzzzz                         | zzzzz                            |
| 297   | あこがれ冒険者                                                               | Akogare Bōkensha                                                                                           | —                                          | 1985.02              | 1986.04              | Yu Asagiri                    | —                                |
| 298   | ストロベリー探偵団                                                           | Strawberry Tanteidan                                                                                       | —                                          | 1985.03              | 1985.08              | Yoko Matsumoto                | —                                |
| 299   | 虹の伝説                                                                     | Niji no Densetsu                                                                                           | —                                          | 1985.04              | 1986.11              | Chieko Hara                   | —                                |
| 300   | 倫敦館夢だより                                                               | ' | —                                          | 1985.07              | 1985.10              | Mariko Takeda                 | —                                |
| 301   | ○×△まるばつさんかく                                                          | ' | —                                          | 1985.09              | 1985.11              | Shizue Takanashi              | —                                |
| 302   | オッス！いちじん                                                             | Ossu! Ichi jin                                                                                             | —                                          | 1985.12              | 1986.01              | Chika Nishihara               | —                                |
| 303   | ぬすまれた放課後                                                             | Nusumareta Hōkago                                                                                          | —                                          | 1985.12              | 1986.08              | Yoko Matsumoto                | Jiro Akagawa                     |
| 303 c | んんん                                                                       | zzzzz | 1986                                       | 1986.00              | 1986.00              | zzzzz                         | zzzzz                            |
| 304   | ミラクルアベニュー1番地                                                      | Miracle Avenue 1-banchi                                                                                    | —                                          | 1986.01              | 1986.03              | Subaru Ueno                   | Setsuko Mū                       |
| 305   | 蝶の舞う日                                                                   | Chō no Mau Hi                                                                                              | —                                          | 1986.01              | 1986.10              | Jun Makimura                  | Mizue Sawa                       |
| 306   | 海ちゃんどんな色                                                             | Umi-chan Donna Iro ?                                                                                       | —                                          | 1986.01              | 1987.03              | Shizue Takanashi              | —                                |
| 307   | いつかグリーンパラダイス                                                     | Itsuka Green Paradise                                                                                      | —                                          | 1986.02              | 1986.10              | Mariko Takeda                 | —                                |
| 308   | 子ねこちゃんメトロノーム                                                     | Koneko-chan Metronome                                                                                      | —                                          | 1986.04              | 1986.06              | Chiaki Kagi                   | —                                |
| 309   | ギンガム・AGE                                                                | Gingham Age                                                                                                | —                                          | 1986.04              | 1986.12              | Naoko Takasugi                | —                                |
| 310   | なな色マジック                                                               | Nanairo Magic                                                                                              | —                                          | 1986.05              | 1988.08              | Yu Asagiri                    | —                                |
| 311   | ぽーきゅぱいん                                                               | Porcupine                                                                                                  | —                                          | 1986.05              | 1987.10              | Satoru Hiura                  | —                                |
| 312   | きらきら星変奏曲                                                             | Kirakiraboshi Hensōkyoku                                                                                   | —                                          | 1986.07              | 1986.09              | Satomi Morishita              | —                                |
| 313   | あんみつ姫                                                                   | Anmitsu Hime                                                                                               | Anmitsu Hime                               | 1986.09              | 1987.08              | Shosuke Kurakane              | Izumi Takemoto                   |
| 314   | 呪いの黒十字                                                                 | Noroi no Kuro Jūji                                                                                         | —                                          | 1986.10              | 1987.08              | Yoko Matsumoto                | —                                |
| 315   | 謝・謝・桃華                                                                 | Shie Shie Momoka                                                                                           | —                                          | 1986.10              | 1987.10              | Chika Nishihara               | —                                |
| 315 c | んんん                                                                       | zzzzz | 1987                                       | 1987.00              | 1987.00              | zzzzz                         | zzzzz                            |
| 316   | わたしはおじぞー                                                             | Watashi wa oji zō                                                                                          | —                                          | 1987.01              | 1987.10              | Marika Hirazono               | —                                |
| 317   | ウーロンてぃーちゃあ                                                         | Ūronte ichā                                                                                                | —                                          | 1987.01              | 1987.12              | Anada Momoa                   | —                                |
| 318   | はあとシグナル                                                               | Heart to Signal                                                                                            | —                                          | 1987.01              | 1987.08              | Chiaki Yagi                   | —                                |
| 319   | ピンクのイレブン                                                             | Pink no Eleven                                                                                             | —                                          | 1987.02              | 1987.11              | Chizuru Takahashi             | —                                |
| 320   | いちごみるく3                                                                | Ichigo Milk³                                                                                               | —                                          | 1987.03              | 1988.01              | Mariko Takeda                 | —                                |
| 321   | 指輪物語                                                                     | Yubiwa Monogatari                                                                                          | —                                          | 1987.04              | 1989.12              | Naoko Takasugi                | —                                |
| 322   | 赤いふうせん                                                                 | Akai Fūsen                                                                                                 | —                                          | 1987.05              | 1987.10              | Natsuki Tateoka               | —                                |
| 323   | ヒロインになりたい                                                           | Heroine ni Naritai                                                                                         | —                                          | 1987.08              | 1987.10              | Koi Ikeno                     | —                                |
| 324   | のんすとっぷ                                                                 | Nonstop!                                                                                                   | —                                          | 1987.08              | 1987.10              | Kazuyo Wada                   | —                                |
| 325   | おまかせランチ                                                               | Omakase Lunch                                                                                              | —                                          | 1987.08              | 1987.10              | Shizue Takanashi              | —                                |
| 326   | スイートすまいる                                                             | Suīto su mairu                                                                                             | —                                          | 1987.10              | 1987.12              | Chiaki Yagi                   | —                                |
| 327   | 見えないシルエット                                                           | Mienai Silhouette                                                                                          | —                                          | 1987.11              | 1988.03              | Yoko Matsumoto                | —                                |
| 328   | プレゼント                                                                   | Present | —                                          | 1987.11              | 1988.01              | Natsuki Tateoka               | —                                |
| 329   | マリ香のおしゃべりポッケ                                                     | Mari ka no oshaberi pokke                                                                                  | —                                          | 1987.11              | 1989.11              | Marika Hirazono               | —                                |
| 330   | がんばれ！ジュンちゃんズ                                                     | Ganbare! Junchau zu                                                                                        | —                                          | 1987.12              | 1988.06              | Satomi Morishita              | —                                |
| 331   | トゥインクルきゃっと                                                         | Twinkle Cat                                                                                                | —                                          | 1987.12              | 1989.12              | Michiru Kataoka               | —                                |
| 331 c | んんん                                                                       | zzzzz | 1988                                       | 1988.00              | 1988.00              | zzzzz                         | zzzzz                            |
| 332   | エンジェル・ブルー                                                           | Angel Blue                                                                                                 | —                                          | 1988.01              | 1988.03              | Satoru Hiura                  | —                                |
| 333   | あい・きらら                                                                 | Ai Kirara                                                                                                  | —                                          | 1988.01              | 1988.03              | Kazuyo Wada                   | —                                |
| 334   | おじゃまランド                                                               | Ojama rando                                                                                                | —                                          | 1988.01              | 1988.12              | Anada Momoa                   | —                                |
| 335   | ペンギン探偵団                                                               | Penguin Tanteidan                                                                                          | —                                          | 1988.01              | 1988.12              | Neko Nekobe                   | —                                |
| 336   | ぽてとちっぷ                                                                 | Poteto Chippu                                                                                              | —                                          | 1988.02              | 1988.03              | Mariko Takeda                 | —                                |
| 337   | いまどき少女図鑑                                                             | Imadoki Shōjo Zukan                                                                                        | —                                          | 1988.03              | 1988.11              | Natsuki Tateoka               | —                                |
| 338   | おもちゃ箱革命                                                               | Omacha Hakokakumei                                                                                         | —                                          | 1988.03              | 1990.05              | Chiaki Yagi                   | —                                |
| 339   | 花まるカンパニー                                                             | Hanamaru Company                                                                                           | —                                          | 1988.04              | 1988.08              | Nami Akimoto                  | —                                |
| 340   | レピッシュ!                                                                  | Repisshu!                                                                                                  | —                                          | 1988.04              | 1989.09              | Satoru Hiura                  | —                                |
| 341   | すくらんぶる同盟                                                             | Sukuranburu Dōmei                                                                                          | —                                          | 1988.05              | 1991.07              | Yoko Matsumoto                | —                                |
| 342   | ウインク・レイン                                                             | Uinku rein                                                                                                 | —                                          | 1988.07              | 1988.09              | Naoko Takeuchi                | —                                |
| 343   | どっきんタイムトリップ                                                       | Dokkin Time Trip                                                                                           | —                                          | 1988.07              | 1988.10              | Neko Nekobe                   | —                                |
| 344   | アイ・Boy                                                                    | Ai Boy | —                                          | 1988.09              | 1990.09              | Yu Asagiri                    | —                                |
| 345   | Pなつ通り                                                                    | P Natsu Toori                                                                                              | —                                          | 1988.10              | 1990.03              | Nami Akimoto                  | —                                |
| 346   | ひよこ時計PiPiPi                                                             | Hiyoko Tokei Pi Pi Pi                                                                                      | —                                          | 1988.11              | 1989.03              | Ryō Takase                    | —                                |
| 346 c | んんん                                                                       | zzzzz | 1989                                       | 1989.00              | 1989.00              | zzzzz                         | zzzzz                            |
| 347   | りんごの星時間                                                               | Ringo no Hoshi Jikan                                                                                       | —                                          | 1989.01              | 1989.06              | Mariko Takeda                 | —                                |
| 348   | まかせてポン！                                                               | Makasete pon!                                                                                              | —                                          | 1989.01              | 1990.03              | Anada Momoa                   | —                                |
| 349   | きんぎょ注意報!                                                              | Kingyo Chūihō!                                                                                             | —                                          | 1989.02              | 1993.06              | Neko Nekobe                   | —                                |
| 350   | ときめきの法則                                                               | Tokimeki no Hōsoku                                                                                         | Magical DoReMi                             | 1989.04              | 1989.08              | Yuki Ayumi                    | —                                |
| 351   | ぶらっでぃー・まりー                                                         | Bloody Mary                                                                                                | —                                          | 1989.08              | 1989.11              | Ryō Takase                    | —                                |
| 352   | レモンの休日                                                                 | Lemon no Kyūjitsu                                                                                          | —                                          | 1989.09              | 1990.02              | Mariko Takeda                 | —                                |
| 353   | 月下美人                                                                     | Gekka Bijin                                                                                                | —                                          | 1989.10              | 1990.12              | Satoru Hiura                  | —                                |
| 354   | 六華のささやき                                                               | Yuki no Sasayaki                                                                                           | —                                          | 1989.11              | 1990.02              | Fumiyo Fukuhara               | —                                |
| 355   | ま・り・あ                                                                   | Maria | —                                          | 1989.12              | 1990.05              | Naoko Takeuchi                | —                                |
| 356   | きうぴーさん                                                                 | Kiupi san                                                                                                  | —                                          | 1989.12              | 1991.01              | Marika Hirazono               | —                                |
| 356 c | んんん                                                                       | zzzzz | 1990                                       | 1990.00              | 1990.00              | zzzzz                         | zzzzz                            |
| 357   | 時計じかけのエトランゼ                                                       | Tokei Jikake no Stranger                                                                                   | —                                          | 1990.01              | 1990.04              | Yui Ayumi                     | —                                |
| 358   | オレンジポケット                                                             | Orange Pocket                                                                                              | —                                          | 1990.02              | 1990.07              | Ryō Takase                    | —                                |
| 359   | 月うさぎたまご姫                                                             | Tsuki Usagi Tamagohime                                                                                     | —                                          | 1990.03              | 1990.12              | Michiru Kataoka               | —                                |
| 360   | スマイルアゲイン                                                             | Smile Again                                                                                                | —                                          | 1990.04              | 1990.11              | Naoko Takasugi                | —                                |
| 361   | ひかりちゃんSHOCK！                                                          | Hikari-chan SHOCK!                                                                                         | —                                          | 1990.04              | 1991.01              | Koichi Yamada                 | —                                |
| 362   | DYNAMITES！                                                                  | Dynamites!                                                                                                 | —                                          | 1990.04              | 1990.08              | Aruto Asuka                   | —                                |
| 363   | アマリリス                                                                   | Amaryllis                                                                                                  | —                                          | 1990.05              | 1990.11              | Mariko Takeda                 | —                                |
| 364   | リトル行進曲                                                                 | Little Kōshinkyoku                                                                                         | —                                          | 1990.07              | 1992.06              | Chiaki Yagi                   | —                                |
| 365   | 光の中の子供たち                                                             | Hikari no naka no kodomo-tachi                                                                             | —                                          | 1990.08              | 1990.11              | Fumiyo Fukuhara               | —                                |
| 366   | 家族のモンダイ                                                               | Kazoku no Mondai                                                                                           | —                                          | 1990.09              | 1990.12              | Chie Waseda                   | —                                |
| 367   | ミンミン!                                                                    | Minmin! | —                                          | 1990.10              | 1990.12              | Yu Asagiri                    | —                                |
| 368   | Theチェリー・プロジェクト                                                    | Za Cherī Purojekuto                                                                                        | —                                          | 1990.10              | 1991.12              | Naoko Takeuchi                | —                                |
| 369   | ミラクル☆ガールズ                                                            | Mirakuru Gāruzu                                                                                            | Miracle Girls                              | 1990.11              | 1994.03              | Nami Akimoto                  | —                                |
| 370   | 浦島学園パイレーツ組                                                         | Urashima gakuen pairētsu-gumi                                                                              | —                                          | 1990.12              | 1991.03              | Tamao Tomizawa                | —                                |
| 370 c | んんん                                                                       | zzzzz | 1991                                       | 1991.00              | 1991.00              | zzzzz                         | zzzzz                            |
| 371   | 流れ星ロマンス                                                               | Nagareboshi Romance                                                                                        | —                                          | 1991.01              | 1991.04              | Ryō Takase                    | —                                |
| 372   | コンなパニック                                                               | Panic | —                                          | 1991.01              | 1992.11              | Yy Asagiri                    | —                                |
| 373   | アイネ・クライネ                                                             | Eine Kleine                                                                                                | —                                          | 1991.02              | 1991.09              | Mariko Takeda                 | —                                |
| 374   | わんだ〜・わ〜るど                                                           | Wonder World                                                                                               | —                                          | 1991.02              | 1992.03              | Michiru Kataoka               | —                                |
| 375   | パラダイスカフェ                                                             | Paradaisu Kafe                                                                                             | —                                          | 1991.04              | 1992.07              | Satoru Hiura                  | —                                |
| 376   | うぇるかむ!                                                                  | Uerukamu!                                                                                                  | —                                          | 1991.05              | 1992.03              | Yui Ayumi                     | Anzu Yoshimura                   |
| 377   | 月夜にぽよよ〜ん                                                             | Tsukiyo ni poyoyo~n                                                                                        | —                                          | 1991.06              | 1991.08              | Shizue Takanashi              | —                                |
| 378   | 学園宝島                                                                     | Gakuen Takarajima                                                                                          | —                                          | 1991.07              | 1991.10              | Tsunami Umino                 | —                                |
| 379   | 花園のヒ・ミ・ツ                                                             | Hanazono no Himitsu                                                                                        | —                                          | 1991.10              | 1992.01              | Ryō Arisawa                   | —                                |
| 380   | シュビドゥバ家族                                                             | Syubidova Kazoku                                                                                           | —                                          | 1991.11              | 1992.01              | Mitsugu Ikeda                 | —                                |
| 381   | 見えない顔                                                                   | Mienai Kao                                                                                                 | —                                          | 1991.11              | 1992.06              | Yoko Matsumoto                | —                                |
| 382   | くまさんかれんだー                                                           | Kuma-san karendā                                                                                           | —                                          | 1991.12              | 1995.01              | Shizue Takanashi              | —                                |
| 382 c | んんん                                                                       | zzzzz | 1992                                       | 1992.00              | 1992.00              | zzzzz                         | zzzzz                            |
| 383   | 好きっていわない!                                                            | Sukitte Iwanai!                                                                                            | —                                          | 1991.01              | 1992.04              | Chie Waseda                   | —                                |
| 384   | 美少女戦士セーラームーン                                                     | Sērā Mūn                                                                                                   | Sailor Moon                                | 1992.02              | 1997.03              | Naoko Takeuchi                | —                                |
| 385   | たんぽぽのティアラ                                                           | Tanpopo no Tiara                                                                                           | —                                          | 1992.03              | 1992.08              | Mariko Takeda                 | —                                |
| 386   | 聖ルームメイト                                                               | Hijiri rūmumeito                                                                                           | —                                          | 1992.04              | 1992.09              | Ryō Takase                    | —                                |
| 387   | うしろのはてな                                                               | Ushiro no Hate na                                                                                          | —                                          | 1992.05              | 1993.03              | Michiru Kataoka               | —                                |
| 388   | わがまま青春バレー部                                                         | Wagamama Seishun Volley Bu!                                                                                | —                                          | 1992.05              | 1992.08              | Aruto Asuka                   | —                                |
| 389   | カーテンコール!                                                              | Curtain Call!!                                                                                             | —                                          | 1992.06              | 1992.11              | Ryō Arisawa                   | —                                |
| 390   | あずきちゃん                                                                 | Azuki-chan                                                                                                 | —                                          | 1992.08              | 1997.04              | Chika Kimura                  | Yasushi Akimoto                  |
| 391   | ロマンスのたまご                                                             | Romance no Tamago                                                                                          | —                                          | 1992.09              | 1992.12              | Tsunami Umino                 | —                                |
| 392   | 心のスウィング                                                               | Kokoro no Swing                                                                                            | —                                          | 1992.10              | 1993.01              | Hazuki Arai                   | —                                |
| 393   | ポケット・パーク                                                             | Pocket Park                                                                                                | —                                          | 1992.10              | 1994.01              | Chiaki Yagi                   | —                                |
| 394   | 殺意のメッセージ                                                             | Satsui no Message                                                                                          | —                                          | 1992.11              | 1993.05              | Yoko Matsumoto                | —                                |
| 395   | くるみと七人のこびとたち                                                     | Kurumi to Shichinin no Kobitotachi                                                                         | —                                          | 1992.12              | 1995.02              | Ryō Takase                    | —                                |
| 395 c | んんん                                                                       | zzzzz | 1993                                       | 1993.00              | 1993.00              | zzzzz                         | zzzzz                            |
| 396   | 太陽にスマッシュ!                                                            | Taiyō ni Smash!                                                                                            | —                                          | 1993.01              | 1993.08              | Yui Ayumi                     | —                                |
| 397   | くせになりそう                                                               | Kuse ni Narisō                                                                                             | —                                          | 1993.02              | 1993.04              | Yayoi Nakano                  | —                                |
| 398   | 星の島のるるちゃん                                                           | Hoshi no Shima no Ruru-chan                                                                                | —                                          | 1993.04              | 1994.08              | Keiko Fukuyama                | —                                |
| 399   | しましましっぽ                                                               | Shima Shima Shippo                                                                                         | —                                          | 1993.05              | 1994.03              | Michiru Kataoka               | —                                |
| 400   | 熱烈台風娘                                                                   | Netsuretsu Taifū Musume                                                                                    | —                                          | 1993.06              | 1994.02              | Megumi Tachikawa              | —                                |
| 401   | 超くせになりそう                                                             | Chō Kuse ni Narisō                                                                                         | —                                          | 1993.07              | 1995.01              | Yayoi Nakano                  | An Yoshimura                     |
| 402   | 緊急出動すずめちゃん!                                                        | Kinkyū Shutsudō Suzume-chan!                                                                               | —                                          | 1993.10              | 1994.09              | Ami Shibata                   | —                                |
| 403   | 魔法騎士レイアース                                                           | Mahō kishi reiāsu                                                                                          | Magic Knight Rayearth                      | 1993.11              | 1996.04              | CLAMP                         | —                                |
| 403 c | んんん                                                                       | zzzzz | 1994                                       | 1994.00              | 1994.00              | zzzzz                         | zzzzz                            |
| 404   | 闇は集う                                                                     | Yami wa Tsudō                                                                                              | —                                          | 1994.02              | 1999.03              | Yoko Matsumoto                | —                                |
| 405   | ようこそ!微笑寮へ                                                            | Yōkoso! Hohoemi Ryō e                                                                                      | —                                          | 1994.03              | 1996.02              | Yui Ayumi                     | Satsuo Endō                      |
| 406   | メリーゴーランド                                                             | Merry-Go-Round                                                                                             | —                                          | 1994.04              | 1995.05              | Chiaki Yagi                   | —                                |
| 407   | さくらんぼねむり姫                                                           | Sakuranbo Nemurihime                                                                                       | —                                          | 1994.05              | 1995.03              | Michiru Kataoka               | —                                |
| 408   | きらら音符                                                                   | Kirara Onpu                                                                                                | —                                          | 1994.07              | 1995.02              | Neko Nekobe                   | —                                |
| 409   | 怪盗セイント・テール                                                         | Kaitō Seinto Tēru                                                                                          | —                                          | 1994.10              | 1996.10              | Megumi Tachikawa              | —                                |
| 410   | まぼろし谷のねんねこ姫                                                       | Maboroshi Tani no Nenneko-hime                                                                             | —                                          | 1994.11              | 1998.03              | Keiko Fukuyama                | —                                |
| 410 c | んんん                                                                       | zzzzz | 1995                                       | 1995.00              | 1995.00              | zzzzz                         | zzzzz                            |
| 411   | トマトな一日                                                                 | Tomatona tsuitachi                                                                                         | —                                          | 1995.02              | 1999.02              | Kyo Tateyama                  | —                                |
| 412   | 南第一学園                                                                   | Minami dai ichi gakuen                                                                                     | —                                          | 1995.02              | 1998.05              | Sakana Yukaribe               | —                                |
| 413   | レッツ バリボー!                                                             | Rettsu baribō!                                                                                             | —                                          | 1995.02              | 1995.04              | Rie Kosaka                    | —                                |
| 414   | あいりんドリーム                                                             | Airin Dream                                                                                                | —                                          | 1995.05              | 1996.07              | Neko Nekobe                   | —                                |
| 415   | かえで忍法帳                                                                 | Kaede Ninpōchō                                                                                             | —                                          | 1995.06              | 1995.11              | Yayoi Nakano                  | —                                |
| 416   | やまとなでしこ同盟                                                           | Yamatonadeshiko Dōmei                                                                                      | —                                          | 1995.06              | 1995.10              | Akiko Nomura                  | —                                |
| 417   | タイホしてみーな!                                                            | Taiho Shite Mina!                                                                                          | —                                          | 1995.07              | 1996.09              | Mika Kawamura                 | —                                |
| 418   | モンキースペシャル                                                           | Monkī supesharu                                                                                            | —                                          | 1995.08              | 1996.01              | Iwana Ayukawa                 | —                                |
| 419   | アルバイトKIDS★GO!                                                           | Arbeit Kids Go!                                                                                            | —                                          | 1995.08              | 1996.01              | Ryō Takase                    | —                                |
| 420   | プライベートアイズ                                                           | Private Eyes                                                                                               | —                                          | 1995.12              | 1996.11              | Akiko Nomura                  | —                                |
| 420 c | んんん                                                                       | zzzzz | 1996                                       | 1996.00              | 1996.00              | zzzzz                         | zzzzz                            |
| 421   | 海の碧・空の青                                                               | Umi no Ao Sora no Ao                                                                                       | —                                          | 1996.02              | 1996.07              | Chiaki Yagi                   | —                                |
| 422   | ボンジュール                                                                 | Bonjūru | —                                          | 1996.02              | 1998.03              | Iwana Ayukawa                 | —                                |
| 423   | デリシャス!                                                                  | Delicious!                                                                                                 | —                                          | 1996.04              | 1999.03              | Yui Ayumi                     | Miyuki Kobayashi                 |
| 424   | カードキャプターさくら                                                       | Kādokyaputā Sakura                                                                                         | Cardcaptor Sakura                          | 1996.06              | 2000.08              | CLAMP                         | —                                |
| 425   | とんでもナイト                                                               | Tondemo Naito                                                                                              | —                                          | 1996.06              | 1997.08              | Rie Kosaka                    | —                                |
| 426   | せりなリニューアル!                                                          | Serina Renewal!                                                                                            | —                                          | 1996.08              | 1997.01              | Ryō Takase                    | —                                |
| 427   | あわせて1本!                                                                 | Awasete Ippon!                                                                                             | —                                          | 1996.11              | 1997.11              | Mika Kawamura                 | —                                |
| 427 c | んんん                                                                       | zzzzz | 1997                                       | 1997.00              | 1997.00              | zzzzz                         | zzzzz                            |
| 428   | CUTE BEAT おしゃれクラブ!                                                    | Cute Beat Oshare Club!                                                                                     | —                                          | 1997.01              | 1997.06              | Keiko Okamoto                 | —                                |
| 429   | 夢幻伝説 タカマガハラ                                                        | Mugen Densetsu Takamagahara                                                                                | Dream Saga                                 | 1997.02              | 1999.06              | Megumi Tachikawa              | —                                |
| 430   | すてきにディッシュアップ!                                                    | Suteki ni Dish Up!                                                                                         | —                                          | 1997.03              | 1997.08              | Akiko Nomura                  | —                                |
| 431   | 水色のたまご                                                                 | Mizuiro no Tamago                                                                                          | —                                          | 1997.04              | 1998.03              | Natsuki Tateoka               | —                                |
| 432   | ミル・フルール                                                               | Mille Fleur                                                                                                | —                                          | 1997.06              | 1998.06              | Nami Akimoto                  | —                                |
| 433   | キュリオショップせぴあ堂                                                     | Curio Shop Sepiadō                                                                                         | —                                          | 1997.07              | 1997.12              | Ryō Takase                    | —                                |
| 434   | 夢のクレヨン王国                                                             | Yume no Crayon Ōkoku                                                                                       | Le Royaume des couleurs                    | 1997.08              | 1998.08              | Reizo Fukunaga                | —                                |
| 435   | PQエンジェルス                                                               | PQ Enjerus                                                                                                 | —                                          | 1997.09              | 1997.12              | Naoko Takeuchi                | —                                |
| 436   | てんしっちのたまごっち                                                       | Tenshicchiro tamagocchi                                                                                    | —                                          | 1997.10              | 1998.10              | Nyanko Kanashiro              | —                                |
| 437   | ウエディング★キッス                                                          | Uedingu ★ Kissu                                                                                            | —                                          | 1997.12              | 1998.03              | Yōko Izawa                    | —                                |
| 438   | JOKER                                                                        | Joker | —                                          | 1997.12              | 1998.11              | Akiko Nomura                  | —                                |
| 438 c | んんん                                                                       | zzzzz | 1998                                       | 1998.00              | 1998.00              | zzzzz                         | zzzzz                            |
| 439   | ヒロインをめざせ!                                                            | Heroine o Mezase!                                                                                          | —                                          | 1998.01              | 1999.01              | Rie Kosaka                    | —                                |
| 440   | だぁ!だぁ!だぁ!                                                              | Dā! Dā! Dā!                                                                                                | —                                          | 1998.02              | 2002.03              | Mika Kawamura                 | —                                |
| 441   | 恋愛向上委員会 ジューシーフルーツ                                            | Renai Kōjō Innkai Juicy Fruit                                                                              | —                                          | 1998.02              | 2006.12              | Ryo Arisawa                   | —                                |
| 442   | アキハバラ電脳組 パタPi!                                                     | Akihabara Dennō Gumi: PataPi!                                                                              | Cyber Team in Akihabara                    | 1998.02              | 1998.12              | Tsukasa Kotobuki              | —                                |
| 443   | こまんたれぶう                                                               | Komantare bū                                                                                               | —                                          | 1998.04              | 1999.03              | Iwana Ayukawa                 | —                                |
| 444   | ツイてるね聖ちゃん                                                           | Tsuiteru ne Hijiri-chan                                                                                    | —                                          | 1998.04              | 1998.08              | Natsumi Andō                  | —                                |
| 445   | GO AHEAD!                                                                    | Go Ahead!                                                                                                  | —                                          | 1998.04              | 1998.09              | Itō Shin                      | —                                |
| 446   | RSRアールズレボリューション                                                  | RSR | —                                          | 1998.06              | 1998.11              | Kei Enue                      | —                                |
| 447   | 幻想曲芸団                                                                   | Gensō kyokugeidan                                                                                          | —                                          | 1998.06              | 1999.03              | Sakana Yukaribe               | —                                |
| 448   | My dear                                                                      | My dear | —                                          | 1998.07              | 1998.12              | Ryō Takase                    | —                                |
| 449   | ゴーストハント                                                               | Gōsuto Hanto                                                                                               | Ghost Hunt                                 | 1998.08              | 2000.10              | Shiho Inada                   | —                                |
| 450   | グラニュー島! 大冒険                                                         | Guranyū shima! Dai bōken                                                                                   | —                                          | 1998.09              | 1999.01              | Keiko Fukuyama                | —                                |
| 451   | けん・けん・ぱっ!                                                            | Ken ken patu                                                                                               | —                                          | 1998.10              | 2000.12              | Itō Shin                      | —                                |
| 452   | スーパードール★リカちゃん                                                    | Sūpā Dōru Rika-chan                                                                                        | Super Doll Licca-chan                      | 1998.11              | 1999.10              | Mia Ikumi                     | —                                |
| 453   | COOL!                                                                        | Cool! | —                                          | 1998.12              | 1999.05              | Yutaka Kanzaki                | —                                |
| 454   | Virgin Blue                                                                  | ' | —                                          | 1998.12              | 1999.04              | Yōko Izawa                    | —                                |
| 454 c | んんん                                                                       | zzzzz | 1999                                       | 1999.00              | 1999.00              | zzzzz                         | zzzzz                            |
| 455   | スマイルでいこう                                                             | Smile de Ikō                                                                                               | —                                          | 1999.02              | 1999.12              | Natsumi Andō                  | —                                |
| 456   | ほしいのはひとつだけ                                                         | Hoshii no wa Hitotsu Dake                                                                                  | —                                          | 1999.02              | 2000.03              | Ryō Takase                    | —                                |
| 457   | ムーぽん                                                                     | Mū pon | —                                          | 1999.03              | 2001.07              | Nyanko Kanashiro              | —                                |
| 458   | マリジュン                                                                   | Marijun | —                                          | 1999.03              | 19999.08             | Akiko Sakurai                 | —                                |
| 459   | おジャ魔女どれみ                                                             | Ojamajo Doremi                                                                                             | Magical DoReMi                             | 1999.03              | 2000.02              | Shizue Takanashi              | —                                |
| 460   | ふぞろいのキノコたち                                                         | Fuzoroi no kinokotachi                                                                                     | —                                          | 1999.04              | 2000.12              | Takeko Kitano                 | —                                |
| 461   | 呪ってあっこちゃん                                                           | Norotte Akko-chan                                                                                          | —                                          | 1999.04              | 1999.10              | Neko Nekobe                   | —                                |
| 462   | B-ウォンテッド                                                               | B-Wonteddo                                                                                                 | —                                          | 1999.04              | 2001.12              | Kei Enue                      | —                                |
| 463   | うるきゅー                                                                   | Urukyū | Ultra Cute                                 | 1999.09              | 2003.07              | Nami Akomoto                  | —                                |
| 464   | トップ オブ ザ ワールドな人たち                                              | Top of the World na Hitotachi                                                                              | —                                          | 1999.07              | 2000.02              | Rie Kosaka                    | —                                |
| 465   | 電脳少女☆Mink                                                                | Dennō Shōjo Mink                                                                                           | Cyber Idol Mink                            | 1999.09              | 2002.01              | Megumi Tachikawa              | —                                |
| 466   | ワーキング娘。                                                               | Working Musume.                                                                                            | —                                          | 1999.10              | 2000.12              | Wataru Mizukami               | —                                |
| 467   | ぜんまいじかけのティナ                                                       | Zenmaijikake no Tina                                                                                       | —                                          | 1999.11              | 2001.02              | Yui Ayumi                     | Mika Akitaka                     |
| 467 c | んんん                                                                       | zzzzz | 2000                                       | 2000.00              | 2000.00              | zzzzz                         | zzzzz                            |
| 468   | ウ・シ・ロNO天使                                                             | Ushiro no Tenshi                                                                                           | —                                          | 2000.02              | 2000.07              | Hinawari Ezuki                | —                                |
| 469   | セ★ブ★ン                                                                     | Seven | —                                          | 2000.02              | 2000.09              | Akiko Sakurai                 | —                                |
| 470   | 恋してアラビアータ                                                           | Koishite arabiāta                                                                                          | —                                          | 2000.02              | 2003.03              | Mizushima Naphtalin           | —                                |
| 471   | おジャ魔女どれみ♯                                                            | Ojamajo Doremi Shāpu                                                                                       | Ojamajo Doremi Sharp                       | 2000.03              | 2001.02              | Shizue Takanashi              | —                                |
| 472   | マリアっぽいの!                                                              | Maria Ppoino!                                                                                              | —                                          | 2000.04              | 2001.03              | Natsumi Andō                  | —                                |
| 473   | おとなにナッツ                                                               | Otona ni Nattsu                                                                                            | Instant Teen: Just Add Nuts                | 2000.06              | 2002.01              | Haruka Fukushima              | —                                |
| 474   | VAMP!?                                                                       | Vamp!? | —                                          | 2000.08              | 2001.01              | Rie Kosaka                    | —                                |
| 475   | 東京ミュウミュウ                                                             | Tōkyō Myū Myū                                                                                              | Tokyo Mew Mew                              | 2000.09              | 2003.01              | Mia Ikumi                     | Reiko Yoshida                    |
| 476   | どこでもハムスター                                                           | Dokodemo Hamster                                                                                           | —                                          | 2000.09              | 2002.03              | Neko Nekobe                   | —                                |
| 477   | {{{clé_kanji}}}/                                                             | ビカビカ                                                                                                   | —                                          | 2000.10              | 2001.05              | Kaori Kōsei                   | —                                |
| 477 c | んんん                                                                       | zzzzz | 2001                                       | 2001.00              | 2001.00              | zzzzz                         | zzzzz                            |
| 478   | POCHI                                                                        | Pochi | —                                          | 2001.01              | 2002.07              | Itō Shin                      | —                                |
| 479   | みるくSHAKE!                                                                 | Milk Shake!                                                                                                | —                                          | 2001.01              | 2002.07              | Hinawari Ezuki                | —                                |
| 480   | ODAIBAラブサバイバル                                                         | Odaiba Love Survival                                                                                       | —                                          | 2001.02              | 2001.07              | Marimo Shirasawa              | Miyuki Kobayashi                 |
| 481   | 夢見なサイキック!                                                            | Yumemi na Psychic!                                                                                         | —                                          | 2001.02              | 2002.01              | Wataru Mizukami               | —                                |
| 482   | も～っと! おじゃ魔女どれみ                                                   | Motto! Ojamaji Doremi                                                                                      | Magical DoReMi                             | 2001.03              | 2002.02              | Shizue Takanashi              | Izumi Tōdō                       |
| 483   | 十二宮でつかまえて                                                           | Jūnikyū de Tsukamaete                                                                                      | Zodiac P.I                                 | 2001.04              | 2003.01              | Natsumi Andō                  | —                                |
| 484   | 娘。物語―モーニング娘。オフィシャルストーリー                                | Musume. Monogatari                                                                                         | —                                          | 2001.06              | 2004.04              | Yutaka Kanzaki                | Rika Tanaka                      |
| 485   | スイート・リベンジ                                                           | Sweet Revenge                                                                                              | —                                          | 2001.08              | 2002.01              | Ryō Takase                    | —                                |
| 486 c | んんん                                                                       | zzzzz | 2002                                       | 2002.00              | 2002.00              | zzzzz                         | zzzzz                            |
| 487   | どーなつプリン                                                               | Doughnut Pudding                                                                                           | —                                          | 2002.02              | 2004.08              | Neko Nekobe                   | —                                |
| 488   | ビビってむーちょ♥                                                            | Bibitte Mucho♥                                                                                             | —                                          | 2002.02              | 2002.09              | Haruka Fukushima              | —                                |
| 489   | おじゃ魔女どれみドッカーン!                                                  | Ojajo Doremi mi dokkān!                                                                                    | Magical DoReMi                             | 2002.02              | 2003.01              | Shizue Takanashi              | —                                |
| 490   | ほっぺにチューボー!                                                          | Hoppe ni Chūboo!                                                                                           | —                                          | 2002.04              | 2003.10              | Eiko Oōchi / Suzuka Natsukawa | —                                |
| 491   | ぱ・ら・こんとろーる                                                         | Parakon to roru                                                                                            | —                                          | 2002.02              | 2002.04              | Kei Enue                      | —                                |
| 492   | ラブ♡ウィッチ                                                                | Love Witch                                                                                                 | —                                          | 2002.04              | 2002.06              | Naoko Takeuchi                | —                                |
| 493   | 新☆だぁ!だぁ!だぁ!                                                           | Shin Dā! Dā! Dā!                                                                                           | —                                          | 2002.05              | 2003.02              | Mika Kawamura                 | —                                |
| 494   | 結婚しようよ                                                                 | Kekkon Shiyō yo                                                                                            | —                                          | 2002.05              | 2003.11              | Wataru Mizukami               | —                                |
| 495   | 学園天国                                                                     | Gakuen Tengoku                                                                                             | —                                          | 2002.06              | 2002.10              | Asumi Hara                    | —                                |
| 496   | よばれてとびでて!アクビちゃん                                                | Yoba rete tobidete! Akubi-chan                                                                             | —                                          | 2002.06              | 2004.03              | Futago Kamikita               | —                                |
| 497   | ぴちぴちピッチ                                                               | Pichi pichi pitch                                                                                          | Pichi Pichi Pitch : La Mélodie des Sirènes | 2002.08              | 2005.03              | Pink Hanamori                 | Michiko Yotoke                   |
| 498   | ふぉうちゅんドッグす                                                         | Fōchun Doggusu                                                                                             | —                                          | 2002.08              | 2003.05              | Itō Shin                      | Kōji Tomono                      |
| 499   | ちゃんねるW                                                                  | Channel W                                                                                                  | —                                          | 2002.11              | 2003.05              | Kei Enue                      | —                                |
| 500   | かみちゃまかりん                                                             | Kamicama Karin                                                                                             | Kamichama Karin                            | 2002.12              | 2008.05              | Koge-Donbo                    | —                                |
| 500 c | んんん                                                                       | zzzzz | 2003                                       | 2003.00              | 2003.00              | zzzzz                         | zzzzz                            |
| 501   | アイがなくちゃね!                                                            | Ai ga Nakucha ne!                                                                                          | —                                          | 2003.02              | 2003.07              | Haruka Fukushima              | —                                |
| 502   | まもって！ロリポップ                                                         | Mamotte! Lollipop                                                                                          | —                                          | 2003.02              | 2005.07              | Michiyo Kikuta                | —                                |
| 503   | 東京ミュウミュウあ・ら・もーど                                               | Tōkyō Myū Myū a ra mōdo                                                                                    | Tokyo Mew Mew à la Mode                    | 2003.03              | 2004.01              | Mia Ikumi                     | —                                |
| 504   | 明日のナージャ                                                               | Ashita no Nadja                                                                                            | —                                          | 2003.03              | 2004.02              | Izumi Tōdō                    | —                                |
| 505   | ワイルドだもん                                                               | Wairudo Damon                                                                                              | —                                          | 2003.04              | 2004.05              | Natsumi Andō                  | —                                |
| 506   | なっちのはじまりタイムスリップ                                               | Natchi no hajimari taimu surippu                                                                           | —                                          | 2003.06              | 2003.12              | Marimo Shirasawa              | —                                |
| 507   | どうぶつ島のチョビぐるみ                                                     | Dōbutsu tō no gurumi                                                                                       | —                                          | 2003.06              | 2006.01              | Nyanko Kanashiro              | Yoshiyasu                        |
| 508   | シュガシュガルーン                                                           | Shuga Shuga Rūn                                                                                            | Chocola et Vanilla                         | 2003.09              | 2007.05              | Moyoco Anno                   | —                                |
| 509   | ハッピーアイスクリーム!                                                      | Happy Ice Cream!                                                                                           | —                                          | 2003.10              | 2004.12              | Mika Kawamura                 | —                                |
| 509 c | んんん                                                                       | zzzzz | 2004                                       | 2004.00              | 2004.00              | zzzzz                         | zzzzz                            |
| 510   | アヒル                                                                       | Ahiru | —                                          | 2004.01              | 2004.06              | Hinawari Ezuki                | —                                |
| 511   | ビキニ！                                                                     | Bikini! | —                                          | 2004.02              | 2004.10              | Wataru Mizukami               | —                                |
| 512   | ふたりはプリキュア                                                           | Futari wa Purikyua                                                                                         | Futari wa Pretty Cure                      | 2004.03              | 2005.02              | Futago Kamikita               | Izumi Tōdō                       |
| 513   | ゴックン!ぷーちょ                                                            | Gokkun! Pūcho                                                                                              | Pixie Pop                                  | 2004.04              | 2005.07              | Ema Tōyama                    | —                                |
| 514   | プリ☆ハニ                                                                    | Honey Kids                                                                                                 | —                                          | 2004.05              | 2005.03              | Nami Akimoto                  | —                                |
| 515   | チェリージュース                                                             | Cherī Jūsu                                                                                                 | Cherry Juice                               | 2004.07              | 2006.01              | Haruka Fukushima              | —                                |
| 516   | キッチンのお姫さま                                                           | Kicchin no Ohime-sama                                                                                      | Kitchen Princess                           | 2004.09              | 2008.09              | Natsumi Andō                  | Miyuki Kobayashi                 |
| 516 c | んんん                                                                       | zzzzz | 2005                                       | 2005.00              | 2005.00              | zzzzz                         | zzzzz                            |
| 517   | とき☆めか!                                                                   | Toki☆Meka!                                                                                                 | —                                          | 2005.01              | 2006.05              | Naoko Takeuchi                | —                                |
| 518   | トモダチ                                                                     | Tomodachi                                                                                                  | —                                          | 2005.02              | 2006.03              | Asumi Hara                    | —                                |
| 519   | ぱにっくXぱにっく                                                            | Panikku X Panikku                                                                                          | —                                          | 2005.03              | 2005.11              | Mika Kawamura                 | —                                |
| 520   | ふたりはプリキュアマックスハート                                             | Futari wa Purikyuamakkushuhāto                                                                             | —                                          | 2005.03              | 2006.02              | Futago Kamikita               | Izumi Tōdō                       |
| 521   | きらら☆プリンセス                                                            | Dizunii Kirara Purinsesu                                                                                   | Kilala Princess                            | 2005.04              | 2006.07              | Nao Kodaka                    | Rika Tanaka                      |
| 522   | 不思議通販けろりん堂                                                         | Fushigi Tsūhan Kerorindō                                                                                   | —                                          | 2005.05              | 2005.09              | Wataru Mizukami               | —                                |
| 523   | ニーハオ パオパオ                                                            | Niihao Paopao                                                                                              | —                                          | 2005.06              | 2008.11              | Hiyoko Hatano                 | —                                |
| 524   | 王子様のつくりかた                                                           | Ōji-sama no Tsukurikata                                                                                    | —                                          | 2005.07              | 2006.05              | Kotori Momoyuki               | —                                |
| 525   | ママコレ                                                                     | Mamacolle                                                                                                  | —                                          | 2005.09              | 2007.03              | Ema Tooyama                   | —                                |
| 526   | 少女天使みるきゅーと                                                         | Sōjo Tenshi Milcute                                                                                        | —                                          | 2005.10              | 2006.07              | Michiyo Kikuta                | —                                |
| 527   | 地獄少女                                                                     | Jigoku Shōjo                                                                                               | —                                          | 2005.11              | 2008.09              | Miyuki Etoo                   | —                                |
| 528   | ゆめゆめ☆ゆうゆう                                                            | Yume Yume☆Yū Yū                                                                                            | Yume Yume Yu Yu                            | 2005.12              | 2007.01              | Pink Hanamori                 | —                                |
| 528 c | んんん                                                                       | zzzzz | 2006                                       | 2006.00              | 2006.00              | zzzzz                         | zzzzz                            |
| 529   | しゅごキャラ!                                                                | Shugo Kyara!                                                                                               | Shugo Chara!                               | 2006.02              | 2010.02              | Peach-Pit                     | —                                |
| 530   | オレンジ・プラネット                                                         | Orange Planet                                                                                              | —                                          | 2006.03              | 2007.12              | Haruka Fukushima              | —                                |
| 531   | ふたりはプリキュア スプラッシュスター                                        | Futari wa Precure: Splash Star                                                                             | —                                          | 2006.03              | 2007.02              | Futago Kamikita               | Izumi Tōdō                       |
| 532   | ボンボンビザール〜よく効く恋のおまじない〜                                   | Ponpon Bizaru ~ Yoku kiku koi no omajinai ~                                                                | —                                          | 2006.05              | 2007.02              | Marimo Shirasawa              | —                                |
| 533   | もどって! まもって! ロリポップ                                               | Modotte! Mamotte! Lollipop                                                                                 | —                                          | 2006.08              | 2008.02              | Michiyo Kikuta                | —                                |
| 534   | スクール×ファイト                                                            | School X Fight                                                                                             | —                                          | 2006.09              | 2008.02              | Asumi Hara                    | —                                |
| 535   | ピンク♥♥イノセント                                                           | Pink Innocent                                                                                              | —                                          | 2006.10              | 2007.07              | Kotori Momoyuki               | —                                |
| 535 c | んんん                                                                       | zzzzz | 2007                                       | 2007.00              | 2007.00              | zzzzz                         | zzzzz                            |
| 536   | 小川とゆかいな斎藤たち                                                       | Ogawa to Yukai na Saitōtachi                                                                               | —                                          | 2007.02              | 2009.09              | Sakyō                         | —                                |
| 537   | Yes!プリキュア5                                                              | iesu! purikyua faibu                                                                                       | Yes! PreCure 5                             | 2007.03              | 2008.02              | Futago Kamikita               | Izumi Tōdō                       |
| 538   | プチッと!てのりくま                                                          | Petite! Tenorikuma                                                                                         | —                                          | 2007.06              | 2008.12              | Yumimi                        | —                                |
| 539   | すっぱだもん！                                                               | Suppada mon!                                                                                               | —                                          | 2007.06              | 2008.02              | Shiho Kashiwagi               | —                                |
| 540   | 夢みるエンジェルブルー                                                       | Yumemiru Angel Blue                                                                                        | —                                          | 2007.06              | 2009.10              | Marimo Shirasawa              | —                                |
| 541   | ココにいるよ!                                                                | Jojo ni Iru yo!                                                                                            | I Am Here!                                 | 2007.07              | 2009.01              | Ema Tōyama                    | —                                |
| 542   | フィアンセはモンスター!?                                                     | Fiancé wa Monster!?                                                                                        | My Fiance is a Monster!?                   | 2007.09              | 2008.02              | Pink Hanamori                 | —                                |
| 543   | 月光ヒメジオン                                                               | Gekkō Himejon                                                                                              | —                                          | 2007.12              | 2008.04              | Moyoco Anno                   | —                                |
| 543 c | んんん                                                                       | zzzzz | 2008                                       | 2008.00              | 2008.00              | zzzzz                         | zzzzz                            |
| 544   | AAA                                                                          | ' | —                                          | 2008.02              | 2012.09              | Haruka Fukushima              | —                                |
| 545   | Yes!プリキュア5GoGo!                                                         | Yes! Precure 5 Go Go!                                                                                      | Yes! PreCure 5 Gogo                        | 2008.03              | 2009.02              | Futugo Kamitika               | Izumi Tōdō                       |
| 546   | ギリコイ                                                                     | Girikoi | —                                          | 2008.04              | 2008.11              | Daisy Yamada                  | —                                |
| 547   | Disney マジカルダンス オン ドリームステージ                                  | Disney's Magical Dance!!                                                                                   | —                                          | 2008.04              | 2009.05              | Nao Kodaka                    | Disney                           |
| 548   | しゅごキャラちゃん!                                                          | Shugo Chara-chan!                                                                                          | Shugo Chara-chan!                          | 2008.04              | 2011.01              | Mizushima Naphtalian          | Peach-Pit                        |
| 549   | サファイア リボンの騎士                                                      | Sapphire: Ribbon no Kishi                                                                                  | —                                          | 2008.05              | 2009.07              | Pink Hanamori                 | Osamu Tezuka / Natsuko Takahashi |
| 550   | 萌えキュン!                                                                  | Moe Kyun!                                                                                                  | —                                          | 2008.07              | 2008.12              | Kotori Momoyuki               | —                                |
| 551   | 妖界ナビ・ルナ                                                               | Yōkai Navi Runa                                                                                            | —                                          | 2008.08              | 2010.08              | Michiyo Kikuta                | Miyoko Ikeda                     |
| 552   | こどもじゃないから!                                                          | Kodomo ja Nai kara!                                                                                        | —                                          | .                    | —                    | Haruhi Seta                   | —                                |
| 553   | 新地獄少女                                                                   | Shin Jigoku Shōjo                                                                                          | —                                          | 2008.11              | 2009.08              | Miyuki Etō                    | —                                |
| 554   | ふあふあコットン                                                             | Fua Fua Cotton                                                                                             | —                                          | 2008.12              | 2009.02              | Hiyoko Hatano                 | —                                |
| 554 c | んんん                                                                       | zzzzz | 2009                                       | 2009.00              | 2009.00              | zzzzz                         | zzzzz                            |
| 555   | ARISA                                                                        | ' | —                                          | 2009.02              | 2012.09              | Natsumi Andō                  | —                                |
| 556   | どきどき!たまタン                                                            | Dokidoki! Tama-tan                                                                                         | —                                          | 2009.03              | 2010.05              | Donbo Koge                    | —                                |
| 557   | フレッシュプリキュア!                                                        | Furesshu Purikyua!                                                                                         | Fresh Pretty Cure!                         | 2009.03              | 2010.02              | Futago Kamikita               | Izumi Tōdō                       |
| 558   | ボーイフレンド                                                               | Boyfriend                                                                                                  | —                                          | 2009.04              | 2010.02              | Daisy Yamada                  | —                                |
| 559   | 最強生徒会ツバキヨ                                                           | Saikyō Seitokai Tsubakiyo                                                                                  | —                                          | 2009.05              | 2009.11              | Asumi Hara                    | —                                |
| 560   | わたしに××しなさい!                                                          | Watashi ni xx Shinasai!                                                                                    | Love Mission                               | 2009.06              | 2015.07              | Ema Tōyama                    | —                                |
| 561   | ちよこれいと                                                                 | Chocolate                                                                                                  | —                                          | 2009.07              | 2010.06              | Haruka Fukushima              | —                                |
| 562   | 羊がいっぴき                                                                 | Hitsuji ga Ippiki                                                                                          | —                                          | 2009.08              | 2009.10              | Orie Moro                     | —                                |
| 563   | 地獄少女R                                                                    | Jigoku Shōjo R                                                                                             | —                                          | 2009.09              | 2013.04              | Miyuki Etō                    | —                                |
| 564   | ミリオンガール                                                               | Million Girl                                                                                               | —                                          | 2009.09              | 2010.06              | Kotori Momoyuki               | —                                |
| 565   | メルヘンちゃん                                                               | Meruhen-chan                                                                                               | —                                          | 2009.11              | 2010.09              | Sakyō                         | —                                |
| 566   | 初恋ランチボックス                                                           | Hatsukoi Lunch Box                                                                                         | Un amour de bentô                          | 2009.12              | 2010.12              | Naoko Kodaka                  | SHIORI                           |
| 566 c | んんん                                                                       | zzzzz | 2010                                       | 2010.00              | 2010.00              | zzzzz                         | zzzzz                            |
| 567   | ハートキャッチプリキュア!                                                    | Hātokyacchi Purikyua!                                                                                      | —                                          | 2010.03              | 2011.02              | Futago Kamikita               | Izumi Tōdō                       |
| 568   | しゅごキャラ!アンコール!                                                     | Shugo Kyara! Ankōru!                                                                                       | Shugo Chara Encore!                        | 2010.04              | 2010.09              | Peach-Pit                     | —                                |
| 569   | 中川翔子物語〜空色デイズ〜                                                   | Nakagawa Shōko Monogatari - Soirairo Days                                                                  | —                                          | 2010.04              | 2010.07              | Asumi Hara                    | —                                |
| 570   | タンブリング                                                                 | Tumbling                                                                                                   | —                                          | 2010.05              | 2010.07              | Wataru Mizukami               | —                                |
| 571   | 神か悪魔か                                                                   | Kami ka Akuma ka                                                                                           | —                                          | 2010.06              | 2011.01              | Orie Moro                     | —                                |
| 572   | 野ばらの森の乙女たち                                                         | Nobara no Mori no Otometachi                                                                               | —                                          | 2010.07              | 2011.02              | Marimo Shirasawa              | —                                |
| 573   | 先生に、あげる。                                                             | Sensei ni, Ageru                                                                                           | —                                          | 2010.08              | 2011.05              | Daisy Yamada                  | —                                |
| 574   | Go!Go!なかよし団                                                             | Go! Go! Nakayoshi Dan                                                                                      | —                                          | 2010.08              | 2014.08              | Hiyoko Hatano                 | —                                |
| 575   | キミノネイロ                                                                 | Kimi no Neiro                                                                                              | —                                          | 2010.09              | 2011.12              | Haruka Fukushima              | —                                |
| 576   | 園芸少年                                                                     | Engei Shōnen                                                                                               | —                                          | 2010.11              | 2011.02              | Ai Morinaga                   | —                                |
| 577   | ミスプリ!                                                                    | Misupuri!                                                                                                  | —                                          | 2010.12              | 2012.03              | Madoka Seizuki                | —                                |
| 577 c | んんん                                                                       | zzzzz | 2011                                       | 2011.00              | 2011.00              | zzzzz                         | zzzzz                            |
| 578   | さばげぶっ!                                                                  | Sabagebu!                                                                                                  | Sabagebu!                                  | 2011.01              | 2017.01              | Hidekichi Matsumoto           | —                                |
| 579   | 恋と軍艦                                                                     | Koi to Gunkan                                                                                              | —                                          | 2011.02              | 2015.08              | Keiko Nishi                   | —                                |
| 580   | 甘い悪魔が笑う                                                               | Amai Akuma ga Warau                                                                                        | —                                          | 2011.02              | 2012.11              | Pedoro Toriumi                | —                                |
| 581   | 非科学常識ケータイくん!                                                      | Hikagaku Jōshiki Ketai-kun!                                                                                | —                                          | 2011.03              | 2011.09              | Haruhi Seta                   | —                                |
| 582   | スイートプリキュア♪                                                          | Suīto PuriKyua♪                                                                                            | Suite PreCure                              | 2011.03              | 2012.02              | Futago Kamikita               | Izumi Tōdō                       |
| 583   | ふたりのヒミツ。                                                             | Futari no Himitsu                                                                                          | —                                          | 2011.04              | 2012.02              | Orie Moro                     | —                                |
| 584   | 荒野の恋                                                                     | Kōya no Koi                                                                                                | —                                          | 2011.09              | 2012.09              | Mako Takahashi                | Kazuki Sakubara                  |
| 585   | 王子とヒーロー                                                               | Ōji to Hero                                                                                                | —                                          | 2011.12              | 2013.02              | Daisy Yamada                  | —                                |
| 585 c | んんん                                                                       | zzzzz | 2012                                       | 2012.00              | 2012.00              | zzzzz                         | zzzzz                            |
| 586   | 1年5組いきものがかり                                                         | 1-nen 5-kumi Ikimono Gakari                                                                                | —                                          | 2012.01              | 2013.02              | Haruka Fukushima              | —                                |
| 587   | クギ子ちゃん                                                                 | Kugiko-chan                                                                                                | —                                          | 2012.01              | 2015.05              | Peach-Pit                     | —                                |
| 588   | AKB0048 EPISODE0                                                             | AKB0048 - Episode 0                                                                                        | AKB0048 Episode 0                          | 2012.02              | 2013.12              | Rin Miasa                     | —                                |
| 589   | スマイルプリキュア!                                                          | Sumairu PuriKyua!                                                                                          | Smile PreCure!                             | 2012.03              | 2013.02              | Futago Kamakita               | —                                |
| 590   | キミが好きとかありえない                                                     | Kimi ga Suki toka Arienai                                                                                  | —                                          | 2012.03              | 2013.07              | Mitsu Aoi                     | —                                |
| 591   | スーパーダーリン!                                                            | Super Darling!                                                                                             | —                                          | 2012.04              | 2012.11              | Aya Shōoto                    | —                                |
| 592   | 小学生のヒミツ                                                               | Shōgakusei no Himitsu                                                                                      | —                                          | 2012.10              | 2016.12              | Miyako Nakae                  | —                                |
| 593   | 出口ゼロ                                                                     | Deguchi Zero                                                                                               | —                                          | 2012.11              | 2017.06              | Haruhi Seta                   | —                                |
| 593 c | んんん                                                                       | zzzzz | 2013                                       | 2013.00              | 2013.00              | zzzzz                         | zzzzz                            |
| 594   | ワルツのお時間                                                               | Waltz no Ojikan                                                                                            | —                                          | 2013.02              | 2014.02              | Natsumi Andō                  | —                                |
| 595   | 百鬼恋乱                                                                     | Hyakki Koiran                                                                                              | —                                          | 2013.02              | 2015.05              | Pedoro Toriumi                | —                                |
| 596   | ドキドキ!プリキュア                                                          | Dokidoki! Purikyua                                                                                         | Dokidoki! PreCure                          | 2013.03              | 2014.02              | Futago Kamikita               | Izumi Tōdō                       |
| 597   | 少女結晶ココロジカル                                                         | Shōjo Kesshō Kokoro Jikaru                                                                                 | —                                          | 2013.04              | 2014.12              | Shiyu Takaoka                 | —                                |
| 598   | きぐるみ防衛隊                                                               | Kigurumi Bōeitai                                                                                           | —                                          | 2013.04              | 2015.07              | Lily Hoshino                  | —                                |
| 599   | 恋するふたごとめがねのブルー                                                 | Koisuru Futago to Megane no Blue                                                                           | —                                          | 2013.05              | 2014.12              | Daisy Yamada                  | —                                |
| 600   | つばさピチカート                                                             | Tsubasa Pizzicato!                                                                                         | —                                          | 2013.05              | 2013.12              | Saku Haruse                   | —                                |
| 601   | 170cm☆オトメチカ                                                             | 170 cm Otometica                                                                                           | —                                          | 2013.09              | 2014.04              | Megu Sakura                   | —                                |
| 601 c | んんん                                                                       | zzzzz | 2014                                       | 2014.00              | 2014.00              | zzzzz                         | zzzzz                            |
| 602   | 塾セン                                                                       | Juku Sen                                                                                                   | —                                          | 2014.02              | 2014.09              | Maya Tachiki                  | —                                |
| 603   | ハピネスチャージプリキュア!                                                  | Hapinesu Chāji Purikyua                                                                                    | HappinessCharge PreCure!                   | 2014.03              | 2015.02              | Futago Kamikita               | Izumi Tōdō                       |
| 604   | 嘘つき王子とニセモノ彼女                                                     | Usotsuki Ōji to Nisemono Kanojo                                                                            | —                                          | 2014.05              | 2015.12              | Rin Miasa                     | —                                |
| 605   | 呪われさん家のお嫁さま                                                       | Noroware-san Chi no Oyome-sama                                                                             | —                                          | 2014.06              | 2014.08              | Mitsu Aoi                     | —                                |
| 606   | 利根川りりかの実験室                                                         | Tonegawa Ririka no Jikkenshitsu                                                                            | —                                          | 2014.07              | 2015.06              | Narumi Hasegaki               | —                                |
| 607   | FAIRY TAIL ブルー・ミストラル                                                | Fairy Tail - Burū Misutoraru                                                                               | Fairy Tail - Blue Mistral                  | 2014.09              | 2016.01              | Rui Watanabe                  | Hiro Mashima                     |
| 608   | Stella〜ナナと魔法の英単語〜                                                 | Stella - Nana to Mahō no Eitango                                                                           | —                                          | 2014.10              | 2016.04              | Hiyoko Hatano                 | —                                |
| 609   | 2.5次元彼氏                                                                  | 2.5 Jigen Kareshi                                                                                          | —                                          | 2014.12              | 2015.07              | Mitsu Aoi                     | —                                |
| 609 c | んんん                                                                       | zzzzz | 2015                                       | 2015.00              | 2015.00              | zzzzz                         | zzzzz                            |
| 610   | 伯爵様は甘い夜がお好き                                                       | Hakushaku-sama wa amai yotu ga o suki                                                                      | —                                          | 2015.02              | 2016.01              | Haruka Fukushima              | —                                |
| 611   | Go!プリンセスプリキュア                                                      | Gō! Purinsesu PuriKyua                                                                                     | Go! Princess PreCure                       | 2015.03              | 2016.02              | Futago Kamikita               | Izumi Tōdō                       |
| 612   | 初恋はじめました。                                                           | Hatsukoi Hajimemashita                                                                                     | —                                          | 2015.04              | 2016.11              | Daisy Yamada                  | —                                |
| 613   | ピンポンドライブ                                                             | Ping-Pong Drive                                                                                            | —                                          | 2015.05              | 2016.07              | Haruyuki Yoshida              | —                                |
| 614   | 先パイ、教えてください                                                       | Senpai, Oshiete Kudasai                                                                                    | —                                          | 2015.08              | 2016.03              | Kiyu Sakurazawa               | —                                |
| 615   | 黒豹と16歳                                                                   | Kurohyō to 16-sai                                                                                          | —                                          | 2015.09              | 2019.04              | Pedoro Toriumi                | —                                |
| 616   | 花と忍び                                                                     | Hana to Shinobu                                                                                            | —                                          | 2015.11              | 2017.03              | Narumi Hasegaki               | —                                |
| 617   | 探偵チームKZ事件ノート 消えた自転車は知っている                              | Tantei Team KZ Jiken Note - Kieta Jitensha wa Shitte Iru                                                   | —                                          | 2015.11              | 2016.02              | Megu Sakura                   | Ryō Sumitaki / Hitomi Fujimoto   |
| 618   | 青葉くんに聞きたいこと                                                       | Aoba-kun ni Kikitai Koto                                                                                   | —                                          | 2015.12              | 2018.07              | Ema Tōyama                    | —                                |
| 618 c | んんん                                                                       | zzzzz | 2016                                       | 2016.00              | 2016.00              | zzzzz                         | zzzzz                            |
| 619   | 鬼灯の冷徹 シロの足跡                                                        | Hōzuki no Reitetsu: Shiro no Ashiato                                                                       | —                                          | 2016.01              | 2020.05              | Monaka Shiba                  | Natsumi Eguchi                   |
| 620   | 九十九くんの愛はまちがっている                                               | Tsukumo-kun no Ai wa Machigatte Iru                                                                        | —                                          | 2016.02              | 2016.08              | Sakura Yukimori               | —                                |
| 621   | 魔法つかいプリキュア!                                                        | Mahō Tsukai PuriKyua                                                                                       | Maho Girls PreCure!                        | 2016.03              | 2017.02              | Sakura Yukimori               | —                                |
| 622   | 同級生に恋をした                                                             | Dōkyūsei ni Koi o Shita                                                                                    | —                                          | 2016.04              | 2018.05              | Rin Miasa                     | —                                |
| 623   | カードキャプターさくら クリアカード編                                        | Cardcaptor Sakura - Clean Card Arc                                                                         | Card Captor Sakura - Clear Card Arc        | 2016.07              | —                    | CLAMP                         | —                                |
| 624   | ボクの恋は3分しかもたない                                                    | Boku no Koi wa San Bun Shika Motanai                                                                       | —                                          | 2016.07              | 2016.12              |                               | —                                |
| 625   | マホタン〜活字中毒者の魔本探索、あるいは裏図書館のこと〜                     | Mahotan | —                                          | 2016.08              | 2016.10              | Uta Isaki                     | —                                |
| 626   | ゆずのどうぶつカルテ〜こちらわんニャンどうぶつ病院〜                         | Uzu no Dobutsu Karte                                                                                       | —                                          | 2016.09              | 2019.12              | Mingo Ito                     | —                                |
| 627   | そのボイス、有料ですか？                                                     | Sono Voice, Yūryō Desu ka?                                                                                 | —                                          | 2016.11              | 2017.06              | Sugar Amazato                 | —                                |
| 627 c | んんん                                                                       | zzzzz | 2017                                       | 2017.00              | 2017.00              | zzzzz                         | zzzzz                            |
| 628   | 先輩！今から告ります!                                                        | Senpai! Ima Kara Kokurimasu!                                                                               | —                                          | 2017.01              | 2019.06              | Shin Shinmoto                 | —                                |
| 629   | ワタシガリ                                                                   | Watashigari                                                                                                | —                                          | 2017.01              | 2017.03              | Yōko Akimoto                  | —                                |
| 630   | 氷山くんは家庭教師                                                           | Hiyama-kun wa Katei Kyōshi                                                                                 | —                                          | 2017.02              | 2017.08              | Tomoko Mitsuki                | —                                |
| 631   | ジミ婚                                                                       | Jimikon | —                                          | 2017.02              | 2018.10              | Ema Tōyama                    | —                                |
| 632   | キラキラ☆プリキュアアラモード                                                | Kirakira☆PuriKyua Ara Mōdo                                                                                 | Kirakira PreCure a la Mode                 | 2017.03              | 2018.02              | Futago Kamikita               | Izumi Tōdō                       |
| 633   | キミと最後の初恋を                                                           | Kimi to Saigo no Hatsukoi o                                                                                | —                                          | 2017.03              | 2018.02              | Miyako Nakae                  | —                                |
| 634   | キスする街角                                                                 | Kiss Suru Machikado                                                                                        | —                                          | 2017.03              | 2018.03              | Keiko Nishi                   | —                                |
| 635   | ねこ色保健室                                                                 | Nekoiro Hokenshitsu                                                                                        | —                                          | 2017.04              | 2019.09              | Hidekichi Matsumoto           | —                                |
| 636   | はたらく細菌                                                                 | Hataraku saikin                                                                                            | Hataraku saikin                            | 2017.05              | 2020.08              | Haruyuki Yoshida              | Akane Shimizu                    |
| 637   | はちみつトラップ                                                             | Hachimitsu Trap                                                                                            | —                                          | 2017.10              | 2018.05              | Sugar Amazato                 | —                                |
| 638   | 羽柴くんは152センチ                                                          | Hashiba-kun wa 152cm                                                                                       | —                                          | 2017.10              | 2018.01              | Kyō Hinata                    | —                                |
| 638 c | んんん                                                                       | zzzzz | 2018                                       | 2018.00              | 2018.00              | zzzzz                         | zzzzz                            |
| 639   | 秘密のチャイハロ                                                             | Himitsu no Chaiharo                                                                                        | —                                          | 2018.01              | 2020.07              | Megu Sakura                   | Osamu Suzuki                     |
| 640   | キスしたいってねだってみろよ                                                 | Kiss Shitaitte Nedatte Miro Yo                                                                             | —                                          | 2018.02              | 2019.01              | Tomoko Mitsuki                | —                                |
| 641   | HUGっと!プリキュア                                                           | HUGtto! Precure                                                                                            | HUGtto! PreCure                            | 2018.03              | 2019.02              | Futago Kamikita               | Izumi Tōdō                       |
| 642   | ブラット・ハント ちゅっ                                                      | Brat Hunt Chū                                                                                              | —                                          | 2018.05              | 2019.04              | Daisy Yamada                  | —                                |
| 643   | ミラクルニキ 〜ニキのおきがえダイアリー〜                                    | Miracle Nikki - Nikki no o Kigae Diary                                                                     | —                                          | 2018.06              | 2019.05              | Kotoko Ichi                   | Nikki Inc.                       |
| 644   | 王子が私をあきらめない!                                                      | Ōji ga Watashi o Akiramenai!                                                                               | —                                          | 2018.08              | —                    | Nikki Asada                   | —                                |
| 645   | かりんちゃんねるはじめてみた!                                                | Karin Channel                                                                                              | —                                          | 2018.08              | 2019.07              | Miyako Nakae                  | —                                |
| 646   | シーク様とハーレムで。                                                       | Sheik-sama to Harem de                                                                                     | —                                          | 2018.09              | 2021.02              | Rin Miasa                     | —                                |
| 647   | ヴァンパイア男子寮                                                           | Vampire Danshiryō                                                                                          | —                                          | 2018.12              | —                    | Ema Tōyama                    | —                                |
| 647 c | んんん                                                                       | zzzzz | 2019                                       | 2019.00              | 2019.00              | zzzzz                         | zzzzz                            |
| 648   | わかメン 〜The Mineral Boys〜                                                | Wakamen: The Mineral Boys                                                                                  | —                                          | 2019.02              | 2020.05              | Sū Morishita                  | —                                |
| 649   | 大地先輩はズルすぎます!                                                      | Daichi-senpai wa Zuru Sugimasu!                                                                            | —                                          | 2019.02              | 2019.10              | Saki Amedama                  | —                                |
| 650   | スター☆トゥインクルプリキュア                                                | Sutā Touinkuru Purikyua                                                                                    | Star Twinkle PreCure                       | 2019.03              | 2020.02              | Futago Kamikita               | Izumi Tōdō                       |
| 651   | はらぺこペンギンカフェ                                                       | Hara peko pengin kafe                                                                                      | —                                          | 2019.03              | 2021.12              | Kira Macchiato                | —                                |
| 652   | この恋、叶いますか？                                                         | Kono koi, kanaimasu ka?                                                                                    | —                                          | 2019.04              | 2020.01              | Uri Amamiya                   | —                                |
| 653   | 星くんは恋を忘れてる                                                         | Sei Has Forgotten Love                                                                                     | —                                          | 2019.06              | 2020.02              | Sugar Amazato                 | —                                |
| 654   | シークレット・シンデレラ 〜甘い秘密〜                                        | The Secret Cinderella - Sweet Secret                                                                       | —                                          | 2019.07              | 2020.11              | Rose Puripuri                 | —                                |
| 655   | 千紘くんは、あたし中毒。                                                     | Chihiro-kun wa, Atashi Holic                                                                               | —                                          | 2019.07              | —                    | Sato Itō                      | —                                |
| 656   | 東京ノラ                                                                     | Tokyo Nora                                                                                                 | —                                          | 2019.07              | 2021.11              | Moha Arimura                  | —                                |
| 657   | 蝶か犯か 〜極道様 溢れて溢れて泣かせたい〜                                   | Chōka-han ka - Gokudō-sama Afurete Afurete Naka Setai                                                      | —                                          | 2019.09              | —                    | Pedoro Toriumi                | —                                |
| 658   | 魔女怪盗LIP☆S                                                                | Majo Kaitō Lips                                                                                            | —                                          | 2019.11              | 2021.07              | Kotoko Ichi                   | Hana Kagami                      |
| 658 c | んんん                                                                       | zzzzz | 2020                                       | 2020.00              | 2020.00              | zzzzz                         | zzzzz                            |
| 659   | 大地先輩はズルすぎます!                                                      | Tōkyō Myū Myū Ōre!                                                                                         | Tokyo Mew Mew Olé                          | 2020.01              | —                    | Madoka Seizuki                | —                                |
| 660   | 東京ミュウミュウ2020 り・たーん                                              | Tōkyō Myū Myū 2020 Ritan                                                                                   | Tokyo Mew Mew 2020 Re-turn                 | 2020.02              | 2020.03              | Mia Ikumi                     | Reiko Yoshida                    |
| 661   | ぼくらのスタア☆ガール                                                        | Bokura no Star Girl                                                                                        | —                                          | 2020.02              | 2021.04              | Mao Nanami                    | —                                |
| 662   | キミも今日から東大脳! QuizKnockの館へようこそ                                | Kimi mo kyō kara tōdai nō ! QuizKnock no kan e yōkoso                                                      | —                                          | 2020.02              | 2022.01              | Haruhi Seta                   | QuizKnock                        |
| 663   | ヒーリングっど♥プリキュア                                                    | Hīringuddo Purinkyua                                                                                       | Healin' Good Pretty Cure                   | 2020.03              | 2021.02              | Futago Kamikita               | Izumi Tōdō                       |
| 664   | JSのトリセツ                                                                 | JS no Torisetsu                                                                                            | —                                          | 2020.07              | 2021.03              | Saki Amedama                  | —                                |
| 665   | 新婚だけど片想い                                                             | Shin Kondakeko Kataomoi                                                                                    | —                                          | 2020.08              | —                    | Sakura Yukimori               | —                                |
| 666   | どうせ、恋してしまうんだ。                                                   | Dose Koi Shite Shimaunda                                                                                   | —                                          | 2020.12              | —                    | Haruka Mitsui                 | —                                |
| 667   | まんが こども六法 開廷!こども裁判                                            | Manga Kodomo Roppō Kaitei ! Kodomo Saiban                                                                  | —                                          | 2020.12              | 2021.06              | Mingo Itō                     | Soichiro Yamazaki                |
| 667 c | んんん                                                                       | zzzzz | 2021                                       | 2021.00              | 2021.00              | zzzzz                         | zzzzz                            |
| 668   | SHAMAN KING & a garden                                                       | Shaman King: & a garden                                                                                    | —                                          | 2021.01              | —                    | Aya Tanaka                    | Kakeru Kobashiri                 |
| 669   | アンライバルド NAOMI天下一                                                   | Unrivaled Naomi Tenkaichi                                                                                  | —                                          | 2021.02              | 2022.02              | Futago Kamikita               | Tama Mizuno / Mari Osaka         |
| 670   | トロピカル〜ジュ!プリキュア                                                  | Toropikarūju! Purikyua!                                                                                    | Tropical-Rouge! Pretty Cure                | 2021.03              | 2022.02              | Futago Kamikita               | Izumi Tōdō                       |
| 671   | かみつかないで、キスしてよ                                                   | Kamitsukanaide, Kiss Shite yo                                                                              | —                                          | 2021.08              | —                    | Gōka Natsuzono                | —                                |
| 672   | とむとじぇりーナナイロ                                                       | Tom & Jerry - Nana Iro                                                                                     | Tom & Jerry - Nana Iro                     | 2021.08              | 2021.12              | Chara Chara Chara Art         | Warner Bros                      |
| 673   | マーメイドメロディー ぴちぴちピッチ aqua                                     | Pichi Pichi Pitch Aqua                                                                                     | Pichi Pichi Pitch Aqua                     | 2021.09              | —                    | Pink Hanamori                 | —                                |
| 674   | 偽り姫の内緒ごと〜後宮で身代わりの妃を演じたら、皇帝と護衛に寵愛されました〜 | Itsuwarihime no Naishogoto ~ Kōkyū de Migawari no Kisaki wo Enjitara, Kōtei to Goei ni Chōai saremashita ~ | —                                          | 2021.12              | —                    | Megu Sakura                   | Tōko Amekawa                     |
| 675   | ペンギンたち。                                                               | Penguin-tachi                                                                                              | —                                          | 2021.12              | —                    | Moha Arimura                  | —                                |
| 675 c | んんん                                                                       | zzzzz | 2022                                       | 2022.00              | 2022.00              | zzzzz                         | zzzzz                            |
| 676   | ギフテッド                                                                   | Gifted | —                                          | 2022.01              | —                    | Rima Amamiya                  | Shin Kibayashi                   |
| 677   | 恋するぼくらのないしょ話                                                     | Koisuru Bokura no naisho banashi                                                                           | —                                          | 2022.02              | —                    |                               | —                                |
| 678   | デリシャスパーティ♡プリキュア                                                | Derishasu Pāti♡Purikyua                                                                                    | Delicious Party Pretty Cure                | 2022.03              | —                    | Futago Kamikita               | Izumi Tōdō                       |